# Гомосексуальность в нацистской Германии

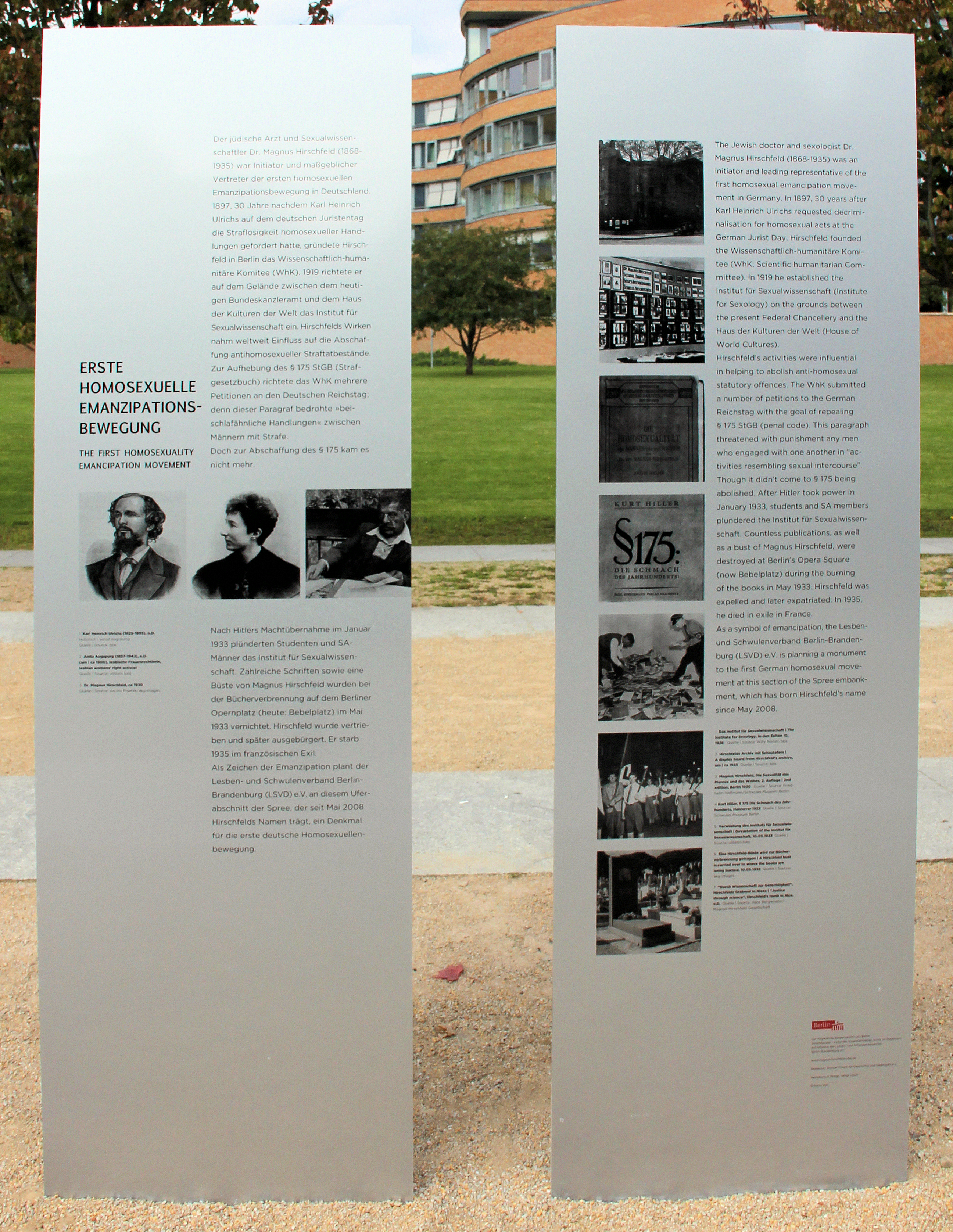
Памятная доска в берлинском районе Моабит, напоминающая об истории преследования гомосексуалов в нацистской Германии

Гомосексуа́лы в наци́стской Герма́нии были полностью вытеснены из общественного поля зрения и подвергались жестокому преследованию. Получившая расцвет в Веймарской республике гомосексуальная субкультура (журналы и газеты, кафе и бары, досуговые заведения и мероприятия) была полностью уничтожена. Гомосексуальные мужчины подвергались систематическому контролю и учёту. Значительно ужесточённое в 1935 году уголовное законодательство преследовало любые сексуальные взаимодействия между мужчинами, даже те, которые происходили без непосредственного физического контакта. И даже после отбытия тюремного заключения осуждённые мужчины нередко депортировались в концентрационные лагеря под так называемые «защитные» или «профилактические» аресты с целью предотвращения «рецидива». Лесбиянки не подвергались массовому преследованию, однако они нередко испытывали на себе другие формы дискриминации со стороны власти.
Исследователи выделяют в истории нацистской Германии три периода преследования гомосексуалов. Первый период начинается с приходом национал-социалистов к власти в 1933 году и характеризуется общей «борьбой за нравственность», полным уничтожением гомосексуальной субкультуры, активной антигомосексуальной государственной пропагандой и первыми индивидуализированными случаями террора в отношении гомосексуалов. Второй период ознаменуется ужесточением в 1935 году параграфа 175, криминализирующего однополые сексуальные контакты между мужчинами, и началом их систематического уголовного преследования. Последний период начинается в 1940 году и характеризуется усилением репрессивных мер по отношению к членам СС, Вермахта и полиции, а также началом массовой депортации всех освобождённых из тюрьмы гомосексуальных мужчин в концлагеря.
В общей сложности во времена нацистской Германии по обвинению в «противоестественном разврате» между мужчинами было осуждено около 50 тысяч человек (из них около четырёх тысяч подростков) и около 10—15 тысяч было депортировано в концентрационные лагеря. Из них около двух третей не пережили лагерей. Число гомосексуалов, умерщвлённых по программе эвтаназии в психиатрических лечебницах, казнённых военным трибуналом или отправленных в штрафные батальоны, неизвестно и в настоящее время является предметом научного изучения.

## Ситуация до прихода нацистов к власти

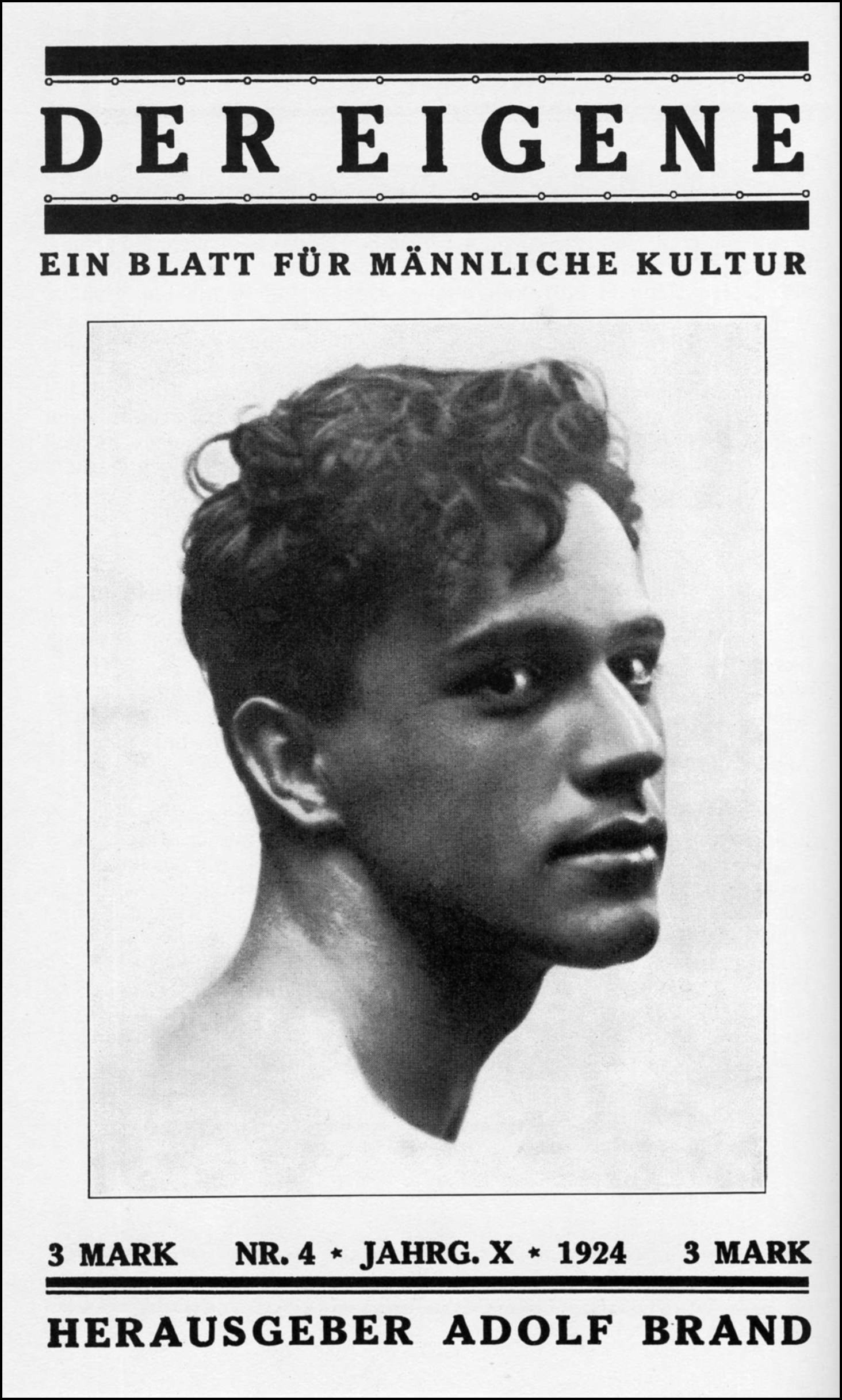
Der Eigene — первый в мире журнал для гомосексуальных мужчин, 1924 год

В 1871 году произошло объединение германских государств в единую империю вокруг Пруссии, в результате чего прусское уголовное законодательство, а вместе с ним и уголовная статья за «разврат» (нем. Unzucht) между мужчинами, распространилось на территорию всей Германской империи. 15 мая 1897 года усилиями Магнуса Хиршфельда, Макса Шпора, Эдуарда Оберга и Франца-Йозефа фон Бюлова был основан Научно-гуманитарный комитет, борющийся за отмену параграфа 175 — первая в мире организация, отстаивающая права гомосексуалов.

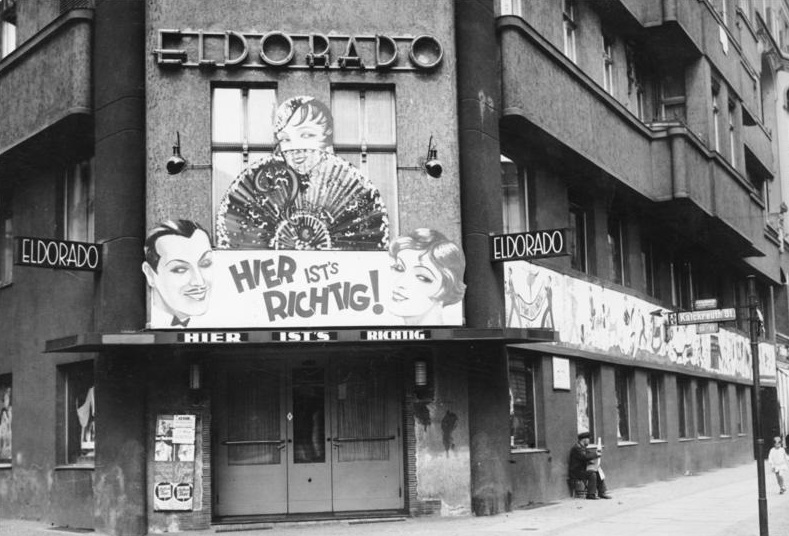
Бар «Эльдорадо» на Моцштрассе в Берлине — излюбленное место встреч гомосексуальной публики, 1932 год

С падением империи и созданием Веймарской республики (1918) были гарантированы свободы слова и собрания всем гражданам, в результате чего произошёл расцвет гомосексуального движения и появилось большое число организаций гомосексуалов. В 1919 году Магнусом Хиршфельдом в Берлинe был основан Институт сексуальных наук, плотно сотрудничающий с Научно-гуманитарным комитетом. Целью созданного института было углубление научно-исследовательской базы по вопросам сексуальности, продвижение отмены уголовного преследования гомосексуалов, а также рассмотрение общих вопросов человеческой сексуальности и способствование проведению сексуальных реформ. В частности, в Институте проводились общественные дискуссии по темам сексуальности, семейной жизни, гигиены тела, контрацепции, аборту, гомосексуальности, половым инфекциям и другим вопросам.
В издательстве Фридриха Радсцувайта выходил целый спектр газет и журналов для гомосексуальных мужчин и женщин. Тираж некоторых из них доходил до 100 тысяч экземпляров в месяц. Один лишь журнал Die Insel к 1930 году достиг тиража в 150 тысяч экземпляров. Пресса для гомосексуалов была свободно доступна в газетных киосках крупных городов. Практически в каждом крупном городе имелись бары и закусочные для гомосексуальной публики. По всей стране от Кёнигсберга до Кёльна, от Фленсбурга до Мюнхена проходили различные увеселительные мероприятия, праздники и балы, организованные для гомосексуалов.
В 1931—1932 годы усилиями социал-демократов подверглась огласке гомосексуальность Эрнста Рёма — одного из лидеров национал-социалистов и руководителя штурмовых отрядов (СА). Тем самым социал-демократы надеялись навредить нацистской партии.

## Начало борьбы с «развратом между мужчинами»

### Отношение к гомосексуальности в русле нацистской идеологии
| «               | Гомосексуалы — враги государства и с ними нужно как с таковыми и обращаться. Речь идёт об оздоровлении тела и о сохранении и укреплении силы немецкого народа. | » |
| — Герман Геринг | |   |

| «                                           | Те, кто допускает любовь между мужчинами или между женщинами, — наши враги, потому что такое поведение ослабляет нацию и лишает её мужества. | » |
| — Из программной декларации НСДАП, 1928 год | |   |

В ранней истории НСДАП не прослеживается никакого программного упоминания борьбы с гомосексуальностью. Ни программа «25 пунктов» от 24 февраля 1920 года, ни «Майн Кампф» Гитлера не содержали упоминания о гомосексуальности. В то же время очевидно, что национал-социализм категорически не принимал однополых отношений. Уже в конце 1920-х годов партийная пропаганда связывала гомосексуальные организации с евреями, призывая к необходимости защиты немецкого народа от «развращённой еврейской сексуальной морали» Магнуса Хиршфельда. Газета Völkischer Beobachter, являющаяся официальным печатным органом НСДАП, в октябре 1928 года декларировала «связь между марксизмом, педерастией и систематической еврейской заразой» и писала о необходимости защиты подрастающего поколения от свободного доступа «литературы для педерастов и лесбиянок».
Демографическая политика нацистской Германии основывалась на поощрении воспроизводства здорового «арийского» немецкого народа и препятствии репродукции, по мнению официальной пропаганды, асоциальных, наследственно больных и вырождающихся слоёв населения. В этой связи гомосексуальность наряду с абортами рассматривалась нацистами как особая угроза воспроизводству населения. Кроме того, гомосексуалы не вписывались в нацистскую идеологию чистой «арийской расы», согласно которой любое проявление сексуальности, выходящей за пределы «арийского брака» считалось грязным и опасным.
Последующие преследования гомосексуальных мужчин были обусловлены тремя основными целями: уничтожением гомосексуальной субкультуры, предотвращением «заражения» молодёжи и «очищением» национал-социалистических организаций (в первую очередь рядов СС и гитлерюгенда).
Рейхсфюрер СС Генрих Гиммлер видел в гомосексуальных мужчинах большую угрозу. Согласно его оценкам, сделанным в 1937 году, в Германии насчитывалось от 1 до 2 миллионов гомосексуальных мужчин от 16 лет, что составляло 7—10 % мужского населения страны. Гиммлер считал мужскую гомосексуальность «симптомом умирающего народа». По его словам, неучастие гомосексуальных мужчин в репродуктивном процессе может в течение 200 лет привести к смерти нации. Особую опасность он видел также в том, что гомосексуальные мужчины могли вступать в «камуфляжный» брак и тем самым «портить» «расово чистых» женщин, способных к рождению «расово полноценных» детей, так как, по мнению Гиммлера, дети гомосексуальных мужчин несут в себе «расово неполноценные» гомосексуальные гены.
В то же время нацистская идеология не рассматривала всех гомосексуальных мужчин как подлежащих полному физическому уничтожению (в отличие, например, от евреев). Гомосексуалы подлежали «перевоспитанию» и «лечению», и лишь «неподдающиеся исправлению» — истреблению. Официальный печатный орган СС Das Schwarze Korps от 15 апреля 1937 года отмечал, что 98 % всех предающихся однополым контактам мужчин способны к «нормальным» гетеросексуальным отношениям, однако они были «совращены», поэтому при соответствующем лечении могут «выздороветь». Оставшиеся 2 % гомосексуалов, что, по мнению газеты, составляло около 40 тысяч мужчин Германии, являются «кристаллизацией мерзостей» и не заслуживают никакой милости.
Отношение к лесбиянкам было несколько иным. В нацистской идеологии женщине отводилась роль в пределах семьи, материнства и кухни, поэтому с приходом к власти национал-социалистов женщины практически исчезли из общественной и политической жизни страны, и государственная пропаганда не затрагивала интересов женщин, выходящих за пределы брака и материнства. Генрих Гиммлер видел одну из причин лесбиянства в «омужичивании» женщины и поэтому активно пропагандировал сохранение традиционных полоролевых моделей и их полярности.
Нацистская идеология рассматривала женщину со всех точек зрения лишь в зависимом от мужчины положении. Женщина в такой идеологии не обладала собственной активной сексуальностью, и женская сексуальность определялась лишь через мужчину. В связи с этим лесбиянки не подвергались массовому и систематическому контролю и преследованию. Нацисты не видели особой государственной опасности в лесбиянстве, так как считали лесбиянок, по-прежнему, «пригодными» для продолжения рода.

### Меры по поднятию «общественной морали и нравственности»
После прихода к власти Адольфа Гитлера в январе 1933 года перед НСДАП встаёт задача по реализации своих программных целей по возрождению немецкой нации и поднятию морали и нравственности путём избавления от «еврейской грязи», «марксистско-либералистских сексуальных реформ» и прекращения «морального хаоса Веймарской республики».
Уже 23 февраля 1933 года были изданы указы о закрытии «безнравственных» заведений, служащих «местами встреч» людей, «предающихся противоестественному разврату» и проституции. Согласно этому закону были закрыты и все почасовые отели, а вместе с ними — и большинство кафе и баров, известных как места встреч гомосексуальной публики. Некоторые заведения были, однако, оставлены и использовались впоследствии для налётов и арестов. К марту 1933 года были закрыты последние гей-бары и ночные заведения, служащие для встреч гомосексуалов. В некоторых случаях делались попытки продолжить тайные встречи гомосексуальных групп под видом различных клубов по интересам, например, игры в карты.

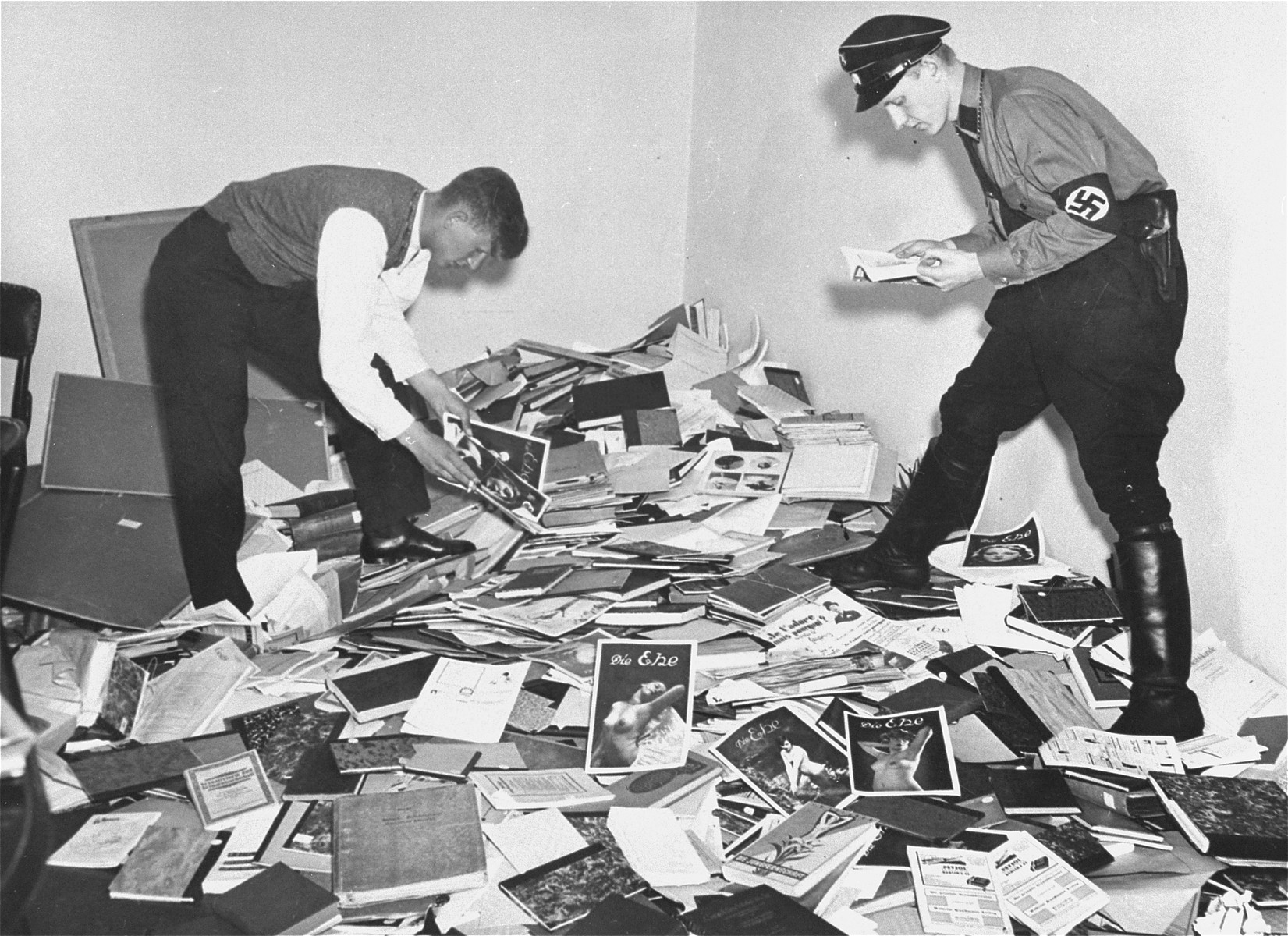
Уничтожение библиотеки Института сексуальных наук в Берлине

24 февраля 1933 года последовал указ о запрете распространения «грязных журналов», в число которых была включена не только порнографическая литература, но и любая научная сексологическая литература, в частности, под запрет попали все труды Магнуса Хиршфельда. Были запрещены также и издания, затрагивающие тему абортов и планирования семьи, издания о культуре тела и эротике. Кроме того, под запрет попали и различные научные и художественные издания, затрагивающие тему гомосексуальности. Среди запрещённых изданий оказались такие журналы, как Blätter für Menschenrecht, Die Insel и другие. К марту 1933 года были закрыты все оставшиеся журналы, затрагивающие тему гомосексуальности. Издательство Адольфа Брандта, выпускавшее журнал Der Eigene с мая по ноябрь 1933 года, пять раз подвергалось обыскам и конфискациям. Издававшийся в нейтральной Швейцарии журнал Der Kreis до 1951 года оставался единственным регулярно выходящим немецкоязычным изданием, освещавшим жизнь гомосексуалов в Германии.
6 мая 1933 года нацистами был разрушен созданный Хиршфельдом Институт сексуальных наук в Берлине. Библиотека института была конфискована и уничтожена 10 мая во время массового сожжения книг. В этом же году прекратили свою деятельность все организации гомосексуалов в стране. Сам Хиршфельд, путешествовавший в то время по миру, принял совет друзей больше не возвращаться на родину. Он умер в 1935 году в эмиграции в Ницце (Франция).
Курт Хиллер, который являлся вторым председателем Научно-гуманитарного комитета, 23 марта 1933 года был арестован как гомосексуал, еврей, социалист и пацифист и после года тюремного заключения в сентябре 1934 года бежал в Прагу. Большинство организаций гомосексуалов, опасаясь террора со стороны полиции, приняли решение о самороспуске. В июне 1933 года самораспустился и Научно-гуманитарный комитет, с 1897 года боровшийся за отмену параграфа 175. В этом же году распустился и «Союз за права человека» (нем. Bund für Menschenrechte).
В ноябре 1933 года был принят «Закон против опасных рецидивистов», вводивший значительные изменения и дополнения в уголовный кодекс. В частности, в УК вводился новый § 20a, согласно которому лицо, неоднократно задерживавшееся в связи с повторным совершением преступления, классифицировалось как «опасный рецидивист» и в его отношении могли применяться более жёсткие меры наказания. Объективной причиной для применения § 20a в отношении гомосексуальных мужчин являлся повторный приговор по параграфу 175. Таким образом, преследование гомосексуалов ужесточилось даже без изменения антигомосексуального параграфа.

### «Путч Рёма» и его влияние на последующие события

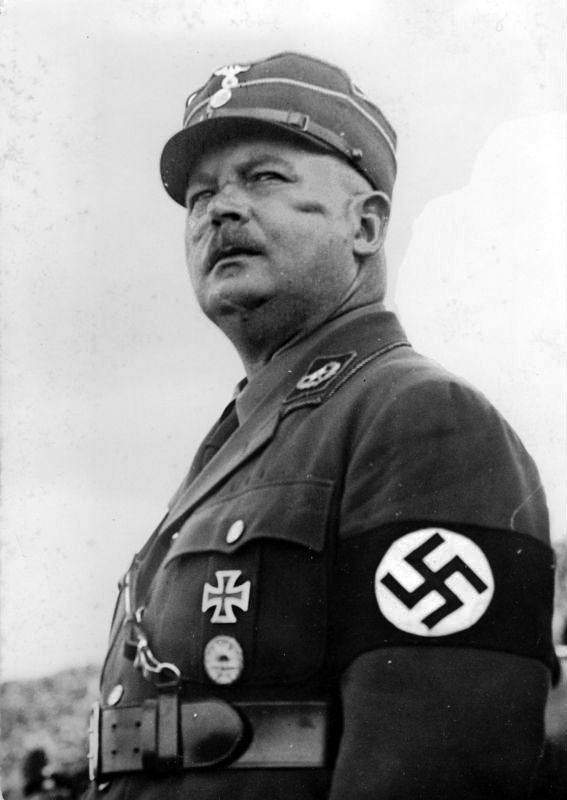
Эрнст Рём

Во время первой волны террора гомосексуальные мужчины не подвергались систематическому преследованию, и даже тем из них, кто был арестован, часто предъявлялись политические обвинения, не связанные с их гомосексуальностью. Кампании по закрытию организаций, баров, периодики гомосексуалов имели целью полное вытеснение гомосексуальности из поля общественного зрения, однако не затрагивали самих гомосексуалов лично.
В отличие от СС, в котором активно боролись с «безнравственностью», в рядах СА, руководившихся Эрнстом Рёмом, который сам был гомосексуалом, гомосексуальность не представляла проблем для карьерного роста, хотя и не являлась необходимым качеством для продвижения по служебной лестнице. Также и в гитлерюгенде отношение к гомосексуальности до событий 1934 года было относительно толерантным. Был ли сам рейхсюгендфюрер Бальдур фон Ширах гомосексуален — неизвестно, но уже в 1930-е годы об этом ходили многочисленные слухи, распространявшиеся, в первую очередь, за пределами Германии и основанные на том, что Ширах не обладал достаточной маскулинностью. Тем не менее аресты в пределах гитлерюгенда по обвинению в гомосексуальных контактах до обвинения Рёма были, скорее, исключениями. В 1940 году Гитлер утратил интерес к Шираху и отстранил его от руководства гитлерюгендом, назначив его гауляйтером и рейхсштатгальтером Вены.
К 1934 году усилилось противостояние между СА и СС. С целью дискредитации СА уже в конце 1933 года по указу Гитлера гестапо стало собирать информацию о «гомосексуальной активности» в верхушке СА. В результате конфликта интересов руководитель СА Эрнст Рём был публично обвинён в заговоре с целью путча против Гитлера и вместе с множеством других высокопоставленных членов СА арестован в ходе «ночи длинных ножей», а затем — и расстрелян. Официальная пропаганда попыталась подорвать доверие к СА и к самому Рёму, который имел популярность у народа, обвинив его в заговоре против Гитлера и увязав «патологическую неспособность к верности» и предательство с гомосексуальностью.
Эти события оказали впоследствии значительное влияние на ужесточение антигомосексуального законодательства и на пропаганду необходимости такого ужесточения. Уже 30 июня 1934 года, когда был арестован Рём и другие высокопоставленные члены СА, Гитлер объявил, что непременно займётся «искоренением этой чумы» и не будет больше терпеть того, что «миллионы приличных людей» компрометируются «патологически предрасположенными существами». Кроме того, в письме новому руководителю СА Виктору Лютце фюрер указал, что за преступления по параграфу 175 немедленно нужно выгонять из партии и из СА.
Чистка в СА была положительно воспринята немецким населением и положительно сказалась на популярности фюрера. В связи с надвигающейся зимой, обещавшей быть тяжёлой в финансовом плане, правящей верхушке необходимо было использование психологических мер для поддержания уровня популярности. Одной из таких мер виделась чистка партийного аппарата от элементов, к которым народ испытывал неприязнь.
Таким образом, 30 июня 1934 года стал переломным днём: гомосексуальные мужчины разом превратились из «криминальных аморальных элементов» и «совратителей гетеросексуалов» в конспиративных и опасных врагов государства, способных образовать преступные «гомосексуальные шайки», подрывавшие власть фюрера и партийное единство. Вскоре после «ночи длинных ножей» рейхсфюрер СС Генрих Гиммлер высказывался о политической неблагонадёжности гомосексуалов, легко подверженных шантажу.
Сразу же после событий 30 июня 1934 года по всей стране начались облавы в поисках гомосексуалов. В частности, уже через три дня министерство внутренних дел Баварии организовало проверку всех гостиниц с целью выявления гомосексуальных контактов. Обыску подверглись также и частные квартиры «подозрительных персон». Несмотря на все усилия, удалось арестовать всего 78 мужчин, которых, продержав в течение нескольких месяцев под «защитным арестом», к концу ноября 1934 год пришлось снова освободить за отсутствием доказательств. Простое население страны также восприняло слова фюрера как призыв к действию. По всей стране стремительно увеличилось количество доносов в подозрении на гомосексуальность.
Через несколько месяцев, 24 октября 1934 года, гестапо попыталось придать хаотичному преследованию гомосексуалов систематическую форму. В Берлине в отделе гестапо II1, занимавшемся политическими противниками государства, был создан спецотдел по борьбе с гомосексуальностью (нем. Sonderdezernat II1So Homosexualität).

## Ужесточение уголовного законодательства

### Новая редакция антигомосексуального параграфа
28 июня 1935 года была утверждена новая редакция параграфа 175 Имперского уголовного кодекса, которая вступила в силу с 1 сентября 1935 года. При этом была значительно изменена и расширена его формулировка. В частности, словосочетание «противоестественный разврат между мужчинами» было заменено на «разврат с другим мужчиной». Это позволяло трактовать текст более широко и применять его не только на проникающие анальные половые контакты, как это было раньше, но и распространять на любые другие формы сексуального взаимодействия между мужчинами, в том числе и без непосредственного физического контакта. При ранних формулировках параграфа 175 доказательство наличия проникающих анальных контактов было затруднено, а в новой формулировке его более не требовалось, что существенно облегчало вынесение обвинительных приговоров. При этом сам текст закона не указывал ни минимальных, ни максимальных сроков наказания.
Немного позднее решением Имперского верховного суда было дано следующее разъяснение (RGSt 73, 78, 80 f): состав преступления существует, если «объективно было задето общественное чувство стыда и субъективно было желание возбудить сладострастное желание одного из двух мужчин или третьего мужчины». При этом даже не требовалось наличие взаимных прикосновений друг к другу. В частности, преступлением считались не только самоудовлетворение в присутствии другого мужчины, прикосновение эрегированным членом к телу другого мужчины и петтинг (при этом наличие эякуляции не требовалось). Более того, для установления наличия преступления по § 175 было достаточно поцелуя или даже наличия «похотливого взгляда».
Вторая часть § 175 давала судам возможность в «особо лёгких случаях» отказаться от вынесения наказания лицам, не достигшим на момент совершения «преступного деяния» возраста 21 года. К «лёгким», однако, не относились случаи сексуальных контактов с проникновением.
Также для случаев «тяжкого блуда» («совращение» молодёжи 14—21 лет, проституция, применение насилия или использование служебного положения или зависимого положения партнёра) был создан усиливающий параграф § 175a. Таким образом, параграф 175a вводил особую правовую норму для гомосексуальных мужчин — криминализацию мужской гомосексуальной проституции и особую квалификацию для сексуальных контактов с подростками 14—21 лет.
Случаи сексуальных контактов с животными, также ранее включающиеся в параграф 175, были вынесены без смыслового изменения в отдельную часть — в § 175b.
1. ein Mann, der einen anderen Mann mit Gewalt oder durch Drohung mit gegenwärtiger Gefahr für Leib oder Leben nötigt, mit ihm Unzucht zu treiben, oder sich von ihm zur Unzucht mißbrauchen zu lassen;
2. ein Mann, der einen anderen Mann unter Mißbrauch einer durch ein Dienst-, Arbeits- oder Unterordnungsverhältnis begründeten Abhängigkeit bestimmt, mit ihm Unzucht zu treiben oder sich von ihm zur Unzucht mißbrauchen zu lassen;
3. ein Mann über einundzwanzig Jahre, der eine männliche Person unter einundzwanzig Jahren verführt, mit ihm Unzucht zu treiben oder sich von ihm zur Unzucht mißbrauchen zu lassen;
4. ein Mann, der gewerbsmäßig mit Männern Unzucht treibt oder von Männern sich zur Unzucht mißbrauchen läßt oder sich dazu anbietet.

1. Мужчина, совершивший разврат с другим мужчиной, используя силу или угрозы причинения опасности для жизни, или позволивший совершить с собой разврат;
2. Мужчина, совершивший разврат или позволивший совершить разврат над собой с использованием служебного или рабочего зависимого положения другого мужчины;
3. Мужчина старше 21 года, соблазнивший лицо мужского пола младше 21 года для совершения разврата над ним или позволивший совершить им разврат над собой;
4. Мужчина, совершающий разврат с другими мужчинами или позволяющий другим мужчинам совершать разврат над собой на платной основе, а также предлагающий себя для этих целей.

Аналогов § 175a, ч. 3 в части «гомосексуального совращения» мужчиной старше 21 года подростка 14—21 года для гетеросексуальных контактов в уголовном законодательстве нацистской Германии не существовало. Обвинения по оставшемуся без изменений § 182 УК, предусматривающему уголовное наказание за склонение к половому акту «непорочной девочки», не достигшей 16 лет, предъявлялись лишь по заявлению от потерпевших, поэтому «гетеросексуальное совращение» было лишь частным обвинением, в отличие от «гомосексуального совращения», обвинения по которому предъявлялись официально. Данный параграф служил не для защиты ребёнка от сексуального посягательства в сегодняшнем понимании, но для защиты девственности девочки. Таким образом, возраст согласия для сексуальных контактов с мужчинами у девушек составлял 16 лет (согласно § 182), а у юношей — 21 год (согласно § 175a). Относительно сексуальных контактов взрослых женщин с мальчиками или девочками старше 14 лет в уголовном кодексе вообще не содержалось никаких указаний. Сексуальные контакты с детьми, не достигшими 14 лет, регламентировались в оставшемся без изменений с 1876 года § 176 УК, где не учитывалось, были ли такие контакты разнополыми или однополыми.

### Дальнейшие планы по ужесточению законодательства
Между тем, дискуссии по дальнейшему ужесточению законодательства в отношении гомосексуалов на этом не закончились. В разрабатываемый специальной комиссией новый уголовный кодекс § 175 должен был войти как § 215, а § 175a — как § 216. Рейхсминистр Ханс Франк предлагал для случаев § 215 наряду с тюремным заключением также допускать и каторгу, а осуждённых по § 216 в случае «генетически обусловленной гомосексуальности» принудительно кастрировать. Рейхсфюрер СС Генрих Гиммлер требовал преступления по § 215 также наказывать каторгой.
Франк выступал и за криминализацию однополых контактов между женщинами. Его поддерживали и другие юристы. Однако, распространение уголовного преследования на лесбиянок было отвергнуто министерством юстиции, которое выразило мнение, что в отличие от гомосексуальных мужчин, которые «полностью исключены из репродуктивного процесса», в случае женщин это не так или, по крайней мере, не в таких же масштабах. Кроме того, указывалось, что гомосексуальные женщины не так заметны в отличие от гомосексуальных мужчин, поэтому опасность «заражения общества через пример» не так высока как в случае мужчин. Среди других причин назывались трудности в доказательствах наличия однополых контактов среди женщин по причине более тесных дружеских связей между женщинами.
В черновом варианте нового УК, представленном 16 октября 1937 года рейхсминистром юстиции Францем Гюртнером, многие предложенные изменения были учтены. В частности, в случаях «простого блуда» (§ 216) тюрьма заменялась каторгой, а минимальный срок был увеличен с трёх до шести месяцев. В то же время, предложение увеличить минимальный срок наказания за «тяжкий блуд» (§ 217) до одного года было отклонено. Гюртнер обосновал это тем, что, по его опыту, случаи, когда одному партнёру менее 21 года, а другому — немногим более 21 года, встречаются часто. При этом при небольших «провинностях» младший партнёр, согласно § 216, был бы освобождён от наказания, а старший — был бы осуждён на срок не менее одного года, что для Гюртнера виделось несправедливым.
С началом войны разработка нового уголовного кодекса была приостановлена, и работа рейхсминистерства юстиции переключается на «затыкание дыр» для нужд Рейха в уже существующем уголовном кодексе.

### Применение антигомосексуального законодательства
| Годы | Общее количество осуждённых | В том числе подростки 14—18 лет |
| --- | --------------------------- | ------------------------------- |
| 1933 | 853                         | 104                             |
| 1934 | 948                         | 121                             |
| 1935 | 2106                        | 257                             |
| 1936 | 5320                        | 481                             |
| 1937 | 8271                        | 973                             |
| 1938 | 8562                        | 974                             |
| 1939 | 7614*                       | 689                             |
| 1940 | 3773                        | 427                             |
| 1941 | 3739                        | 687                             |
| 1942 | 2678                        | 665                             |
| 1943** | 2218                        | 500                             |
| * По данным Штюмке, в 1939 году были осуждены 8274 человека, а не 7614. ** Данные за первое полугодие были умножены на два. Данные за 1940—1943 годы не включают присоединённые «восточные области» и Австрию. Цифры приведены по Грау и Штюмке. |                             |                                 |

Нацистское уголовное законодательство, по крайней мере официально, преследовало мужчин, в первую очередь, не за саму гомосексуальность как таковую, а за гомосексуальные контакты, являющиеся, согласно действующему законодательству, уголовным преступлением. При этом сохранялась видимость правосудия. Даже в случае признания мужчиной своей гомосексуальности, которую он, однако, не реализовывал на практике, при том, что обратное не было доказано на суде, суд вынужден был выносить оправдательный приговор. Однако, в этом случае мужчина всё равно подлежал регистрации в качестве «подозреваемого».
В то же время даже без совершения «преступления» гомосексуалы могли были быть депортированы в концентрационные лагеря, где они проводили дни, недели или даже месяцы в ожидании следствия и суда, а также помещались в лагеря бессрочно под так называемые «защитные» или «профилактические» аресты.
Нацистская юстиция преследовала не гомосексуальных мужчин в сегодняшнем понимании гомосексуальности как сексуальной ориентации, а любых мужчин, постоянно или время от времени вступающих в гомосексуальные контакты, что скорее соответствует сегодняшнему термину МСМ. При этом трактовка «гомосексуального контакта» в нацистском законодательстве была очень широкой и включала в себя не только непосредственно сексуальные контакты между мужчинами, как это видно из комментариев к уголовному параграфу.
Во избежание ареста, особенно в крупных городах, как, например, Дюссельдорф, гомосексуалы старались конспирироваться, прибегая к анонимным сексуальным контактам, называя фальшивые имена, искажая свой возраст или личную информацию. Многие из них придерживались правила встречаться с каждым партнёром не более одного раза, чтобы снизить риск. Даже те из мужчин, кто решался на постоянные отношения, избегали приводить своего партнёра в своё жилище, чтобы не вызывать лишних подозрений. Видя аресты многих своих знакомых, некоторые гомосексуальные мужчины решались полностью отказаться от активной сексуальной жизни.

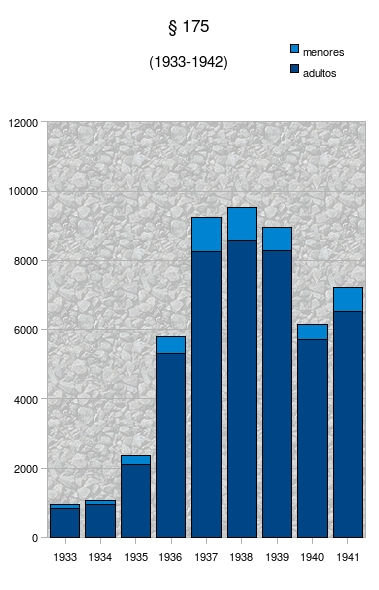
Число осуждённых в 1933—1942 годы по § 175 (совершеннолетние и подростки)

В случаях ареста со всеми гомосексуальными мужчинами обращались одинаково, независимо от того, совершали они преступление или нет. Их квартиры подлежали обыску с целью поиска компрометирующих материалов — книг, писем, фотографий. Арестованных могли допрашивать часами с целью добиться от них признаний. Во время допросов задержанных заставляли называть имена всех сексуальных партнёров, а также в деталях описывать все совершённые ими сексуальные практики, что подробно фиксировалось в протоколах допроса. В целях психического давления применялись угрозы кастрации и помещения в концентрационные лагеря. Задержанных часто фотографировали, чтобы затем использовать картотеку фотографий для опознания анонимных сексуальных партнёров другими задержанными.
Ужесточение антигомосексуального законодательства в 1935 году привело к стремительному росту числа осуждённых. Если с 1933 по 1935 годы за «противоестественный разврат» было осуждено лишь 3907 мужчин, то с 1936 по 1938 годы число осуждённых возросло до 22 153 человек. При этом усиленная версия закона применялась и «задним числом» на действия, которые до 1935 года не считались уголовным преступлением. В общей сложности за годы существования нацистской Германии (1933—1945) за «гомосексуальный разврат» были осуждены около 50 тысяч мужчин.
Наиболее пострадало от преследования молодое поколение гомосексуалов, находящееся в возрастной группе 20—30 лет, ещё не выработавшее стратегий безопасного поиска партнёра в условиях преследования, а также ввиду обусловленной их возрастом более высокой половой активности. Преследованию подлежали и несовершеннолетние. Только лишь на подростков 10—18 лет в 1937 году было заведено 5424 дела по обвинению в гомосексуальных контактах, а в 1943 году еженедельно заводилось в среднем около 23 подобных дел.
Осуждение по «гомосексуальным параграфам» чаще сильнее било по интеллигенции, чем по рабочим, так как образованные мужчины после осуждения не могли более устроиться на квалифицированную работу, многие теряли учёные степени или, например, были уволены с государственной службы. В то время как в работе для низкоквалифицированных кадров недостатка не было.
При вынесении приговора учитывалось множество различных факторов, влияющих на суровость наказания: количество сексуальных партнёров, дата совершения преступления (во времена Веймарской республики, до путча Рёма или после него), «степени тяжести» сексуальных практик (поцелуй, мастурбация, оральный или анальный секс и т. д.), наличие «преступного намерения» и прочее. Также на срок наказания могло влиять наличие или отсутствие раскаяния подсудимого и его содействие в расследовании.
Кроме того, все гомосексуальные мужчины делились на «совратителей» и «совращённых», в результате чего их наказание было различным по строгости. Судьи могли решать об ужесточении или смягчении наказания на основе того, имеется ли «предрасположенность к гомосексуальным контактам» или же имело место «совращение» или «растление путём пребывания подсудимого в гомосексуальных кругах». Это согласовывалось с господствующим в то время мнением в немецкой психиатрии о двух типах гомосексуальности — конституциональной (врождённой) и приобретённой.
Также имело значение, совершалось ли «преступление» впервые или повторно. За «преступления», совершённые впервые, как правило, выносились небольшие сроки наказания — несколько месяцев тюремного заключения. Многие мужчины осуждались неоднократно, в результате чего они классифицировались как «рецидивисты» или даже «опасные рецидивисты». При повторных осуждениях сроки значительно увеличивались и составляли от полутора до двух или даже трёх лет заключения. Большое количество сексуальных партнёров для суда также являлось отягчающим обстоятельством. Кроме того, выносимые сроки заключения, зачастую, зависели от конкретных судей.
Использование антигомосексуальных параграфов применялось и в политических целях, особенно в отношении молодёжных организаций, католической церкви и военных. В 1936—1938 годы в стране прошла череда массовых «монастырских процессов» против католических священников, монахов и мирян по обвинениям в гомосексуальных контактах, в том числе с несовершеннолетними. Одним из сфабрикованных дел было обвинение барона Вернера фон Фрича, которого в 1938 году привлекли к ответственности за гомосексуальные связи.
Также особо выделялись работники искусства, как якобы наиболее склонные к однополым контактам. Так, Das Schwarze Korps в номере за 11 марта 1937 года писал, что более половины всех работников искусства предаются гомосексуальным контактам, а также указывал на тесную связь между гомосексуальностью и еврейством.

## Сопроводительные меры преследования
Первое время обыски и аресты гомосексуалов производились гестапо и уголовной полицией в ходе облав и налётов практически произвольно, в результате чего гомосексуальные мужчины помещались в концентрационные лагеря, которые часто выполняли роль мест предварительного заключения. Постепенно на смену неконтролируемым арестам пришла систематическая борьба, которой стала придаваться форма легитимного правосудия в виде судебных процессов и приговоров суда, которым предшествовали систематический полицейский учёт и контроль.

### Систематический учёт и контроль гомосексуальных мужчин
| Годы   | Обработаны гестапо | Из них заведено уголовных дел | Из них осуждено |
| ------ | ------------------ | ----------------------------- | --------------- |
| 1937   | 32 360             | 12 760                        | 8271            |
| 1938   | 28 882             | 10 638                        | 8562            |
| 1939   | 33 496             | 10 456                        | 7614            |
| Итого: | 94 738             | 33 854                        | 24 447          |

Для систематического учёта и контроля гомосексуальных мужчин 10 октября 1936 года секретным указом Генриха Гиммлера было основано Центральное имперское бюро по борьбе с гомосексуальностью и абортами под управлением гестапо. Объединение двух данных «преступлений» также свидетельствует о том, что мужская гомосексуальность рассматривалась нацистами как фактор, отрицательно влияющий на прирост населения.

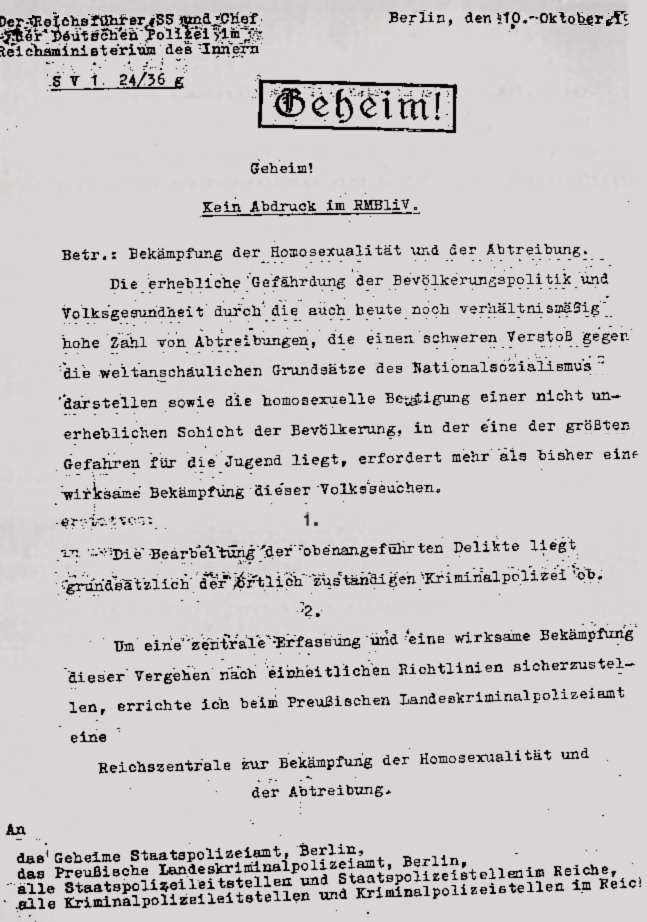
Указ о создании Центрального бюро по борьбе с гомосексуальностью и абортами

Согласно этому распоряжению, полицейским предписывалось осуществлять постоянный надзор за улицами, гостиницами, пансионами с целью выявления гомосексуальных мужчин, а также постоянно просматривать все публикуемые газетные объявления с целью обнаружения скрытых объявлений и намёков. Полицейские также должны были собирать данные на всех мужчин, имеющих «подозрительное поведение», позволяющее подозревать их в гомосексуальности. Вся собранная информация тщательно регистрировалась в картотеках.
Кроме того, бюро стало центральным органом для координации действий по сотрудничеству с медицинскими и исследовательскими учреждениями, изучающими причины возникновения и возможности излечения гомосексуальности.
Однако, основной задачей бюро было ведение огромной картотеки на всех гомосексуальных мужчин, а также мужчин, подозреваемых в гомосексуальности. В картотеках особо помечались дела мужчин, занимающихся проституцией, а также растлителей детей и молодёжи. Только за период 1937—1939 годы через бюро прошло около ста тысяч человек, примерно против трети из них было выдвинуто обвинение и, наконец, каждый четвёртый из первоначально поставленных на учёт был осуждён по параграфам 175, 175a или 175b.
Согласно опубликованному отчёту за 1939 год, в картотеках бюро уже к этому времени были собраны материалы о 33 тысяч гомосексуальных мужчинах, из которых около 7800 «совратителей» и 3800 мужчин, занимающихся проституцией. В то же время, согласно этому же отчёту, бюро не видело необходимости помещения в картотеку всех «гомосексуальных действий». Кроме того, отдельно велась статистика по некоторым специальным категориям мужчин: членам НСДАП и вермахта, государственным служащим, религиозным деятелям, бывшим руководящим лицам Веймарской республики, а также евреям. Подобная информация могла быть использована в качестве дополнительного обвинительного материала, а также в пропагандистских целях во время процессов против религиозных деятелей.

### Концентрационные лагеря как дополнительные меры ограничения свободы

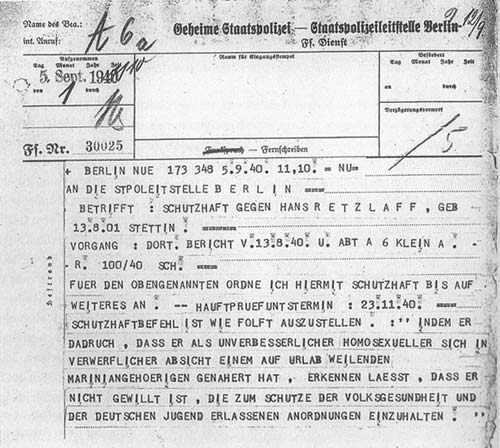
Извещение о взятии под защитный арест в связи с «не поддающейся исправлению» гомосексуальностью

Ещё 28 февраля 1933 года Гитлер издал чрезвычайный указ «О защите народа и государства», разрешающий государству ограничивать основные права и свободы граждан. Согласно этому указу, государство могло ограничивать свободу даже без совершения человеком конкретных преступлений, если это служит интересам «защиты государства». Мощным инструментом такого ограничения свободы стали так называемые «защитные аресты», при которых лицо на неопределённый срок без суда и следствия помещалось в концентрационный лагерь.
Созданный при Веймарской республике институт «защитных арестов», при которых арестованное лицо на срок, не превышающий двое суток, без суда и следствия помещалось под арест в специализированное учреждение с целью защиты самого этого лица или защиты интересов государства, был полностью извращён нацистским режимом.
Лицо, предназначенное для помещения под «защитный арест», получало соответствующее уведомление, которое выдавалось гестапо или уголовной полицией, после чего арестованный на неопределённый срок депортировался в концентрационный лагерь. Каждые три месяца производилась перепроверка и делалось заключение о том, имеется ли ещё опасность для общества, после чего либо арест продлевался ещё на три месяца, либо прекращался. С 25 января 1938 года помещение в концлагерь под «защитный арест» стало исключительно прерогативой гестапо.
До середины 1930-х годов нахождение подозреваемых в гомосексуальных контактах мужчин в концлагерях носило временный характер. Такие аресты также использовались в качестве устрашения и запугивания с целью дачи арестованными признательных показаний. В 1935 году многих арестованных гомосексуалов держали в лагерях до вступления в силу усиленной версии § 175, чтобы потом можно было наказать их за то, что на момент совершения не являлось преступлением, например, за взаимную мастурбацию.
Актёр и певец Курт фон Руффин, проведший 9 месяцев в концлагере Лихтенбург из-за обвинений в гомосексуальности, вспоминает, как в лагерь привезли нескольких трансвеститов в женских одеждах. Эсэсовцы издевались над ними, били их и рвали на них одежду, пока те не остались совершенно голыми. Одного из них затащили в лагерный сортир и окунули туда головой, продержав так до тех пор, пока он не задохнулся.
Находясь в лагерях, гомосексуалы проводили в них дни и недели под полицейским арестом или даже месяцы под «защитным арестом», прежде чем их дело официально передавалось юстиции. Например, только за период с 11 мая по 10 июня 1935 года в концлагере Колумбия-Хаус в Берлине из 205 заключённых, содержащихся там более недели, 88 были мужчинами, подозревавшимися в гомосексуальности. Кроме того, по воспоминаниям заключённых, за неделю до указанного периода ещё 60 гомосексуалов были переведены в концентрационный лагерь Лихтенбург. Согласно некоторым данным, в лагере Лихтенбург в 1935 году гомосексуальные мужчины составляли до 46 % всех узников.
Секретным указом Германа Геринга от 13 ноября 1933 года также был создан механизм так называемых профилактических арестов, целью которых стало неограниченное во времени превентивное ограничение свободы лиц, в прошлом совершивших различные преступления, во избежание повторных рецидивов с целью защиты общества. Решение о заключение под профилактический арест принималось уголовной полицией и не подлежало судебному обжалованию. Арестованные могли лишь подать внутреннюю жалобу руководству полиции, однако это, ввиду практически полной независимости уголовной полиции от судебной системы, не имело реальных шансов на успех.
Первоначально с 1933 года под профилактический арест помещались лица, более одного раза осуждённые за однотипные преступления. По отношению к гомосексуальным мужчинам такие аресты сначала применялись лишь в тех случаях, когда имели место судимости за сексуальные контакты с детьми (§ 176) или с вверенными подопечными (§ 174). С 10 февраля 1934 года под профилактический арест стали помещаться все совершеннолетние мужчины, осуждённые за сексуальные контакты с подростками 14—16 лет (§ 175а), а также если в отношении осуждённых по антигомосексуальным параграфам также имело место и осуждение за эксгибиционизм (§ 183). После года ареста принималось решение о его продлении или прекращении.
В декабре 1937 года последовало очередное ужесточение «Закона против опасных рецидивистов», согласно которому в отношении лиц, неоднократно совершавших преступления, применялись более строгие меры. Такие преступники объявлялись «опасными рецидивистами» и могли на неопределённый срок также помещаться в концентрационный лагерь под профилактический арест.
Указ Главного управления имперской безопасности для уголовной полиции и гестапо от 12 июля 1940 года предусматривал помещение под профилактический арест всех освобождённых из тюрьмы мужчин, имевших более одного сексуального партнёра. После этого указа число гомосексуальных мужчин, помещённых в концентрационные лагеря под профилактические аресты, значительно возросло. Если в конце 1933 года этой мере наказания подвергались, в основном, осуждённые за растление детей (§ 176 ч. 3), а в 1937 году круг этих лиц пополнили все мужчины, осуждённые за гомосексуальные контакты более трёх раз и отсидевшие за это в общей сложности более шести месяцев, то с 1940 года в концлагеря стали направлять всех освобождённых из тюрьмы гомосексуалов, имевших более одного партнёра. К тому времени депортация в концентрационный лагерь уже практически означала «билет в один конец».

### Кастрация как метод лечения и наказания

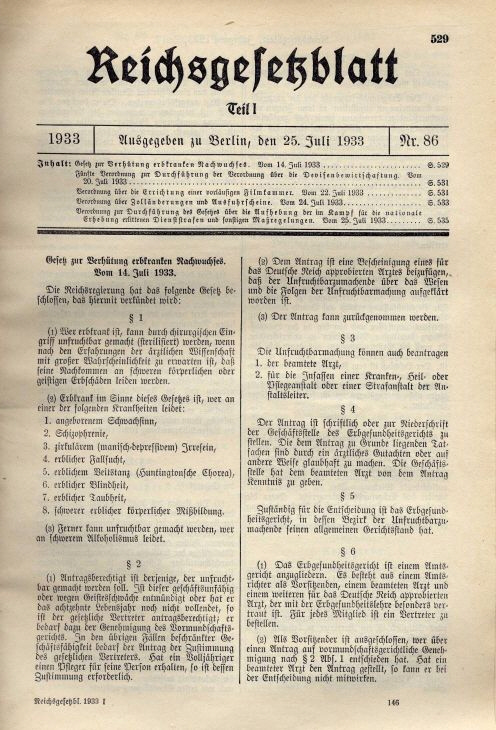
Закон «О предотвращении рождения потомства с наследственными заболеваниями», опубликованный в Reichstagesblatt от 25.07.1933

По мнению многих историков и правоведов, стремительное ужесточение «антигомосексуального параграфа» в нацистской Германии и последующие стремления к проведению кастрации над всеми осуждёнными связано с нацистской идеологией расовой гигиены и попытками защиты «арийской расы» от «заразного дегенерирующего влияния гомосексуальности».
Впервые использование принудительной кастрации для психически больных мужчин как «метода сохранения чистоты генофонда» было узаконено законом «О предотвращении рождения потомства с наследственными заболеваниями» от 14 июля 1933 года. Принятый 24 ноября 1933 года «Закон против опасных рецидивистов» дополнял уголовный кодекс новым § 42k, который позволял проводить кастрацию преступников, совершивших тяжкие сексуальные преступления (§ 176, 177, 178, 183), а также нанёсшие жертве физические повреждения (§ 223—226). В частности, кастрация могла применяться при изнасиловании, сексуальных контактах с детьми или совершении развратных действий в публичных местах. В общей сложности в соответствии с § 42k уголовного кодекса было кастрировано около 2800 мужчин.
Указом от 26 июня 1935 года были приняты изменения и дополнения к закону «О предотвращении рождения потомства с наследственными заболеваниями», согласно которым разрешалась кастрация «по собственному желанию» и для гомосексуальных мужчин, либо уже осуждённых по § 175 и 175a, либо уже отсидевших, если в их отношении есть опасность совершения преступления по § 175—178, 183, 223—226. Специальный указ от 23 января 1936 года особо подчеркнул добровольный характер кастрации и запретил всякое давление на осуждённых.
23 сентября 1940 года главное управление уголовной полиции выпустило указ, согласно которому осуждённые, попадающие под действие указа от 12 июля 1940 года, могут избежать депортации в концентрационный лагерь для профилактического ареста в случае их добровольной кастрации и медицинской констатации факта о затухании у них половых инстинктов. Об общем количестве гомосексуальных мужчин, согласившихся на процедуру кастрации, неизвестно.
О степени добровольности кастрации можно, в частности, говорить по результатам проведённого в 1963 году исследования 89 кастрированных во времена нацистской Германии мужчин, из которых 19 были осуждены за гомосексуальные контакты, причём десять из них — по § 175, один — по § 175a, шесть — по § 175 и 175a и двое — по § 175, 175a и 176 ч. 3. (растление детей до 14 лет). Как минимум семь из этих 19 мужчин утверждали, что кастрация была произведена против их воли. Многим из них, например, угрожали депортацией в концентрационный лагерь в случае отказа. Из этих 19 кастраций 16 были произведены после 1940 года.
Вместе с тем, существуют данные о жёстком медицинском контроле лиц, согласившихся на добровольную кастрацию, которые должны были через определённые промежутки времени (4 недели, 1 год, 3 года, 5 лет) быть подвержены повторным медицинским обследованиям. Указом от 2 января 1942 года все такие лица подвергались также постоянному полицейскому контролю и наблюдению и в случае возникновения «опасности» для общества, в особенности для молодёжи, могли быть без суда и следствия арестованы и, несмотря на кастрацию, снова возвращены в концентрационный лагерь.
С 1942 года между юристами и врачами усилились дискуссии о необходимости массовой принудительной кастрации всех осуждённых по § 175 и 175а. Секретным указом СС от 14 ноября 1942 года руководителям концентрационных лагерей разрешалось по своему усмотрению в «особо тяжких случаях» проводить операции стерилизации заключённых, что фактически легализовало принудительную кастрацию гомосексуальных заключённых по желанию руководства лагеря.
С 1 января 1945 года планировалось введение закона, предусматривающего принудительную кастрацию всех гомосексуальных мужчин. В результате побед войск антигитлеровской коалиции законопроект так и не был претворён в жизнь.

## Примеры и статистика

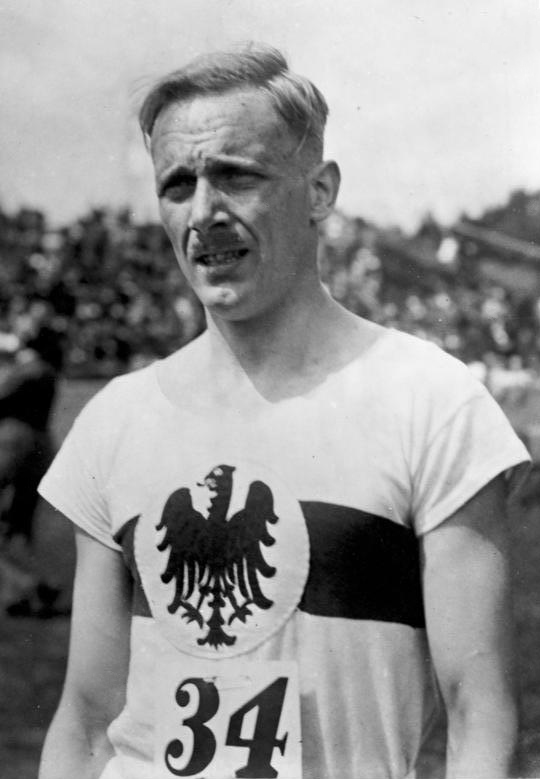
Отто Пельтцер — многократный чемпион Германии по лёгкой атлетике, участник Олимпийских игр 1928 и 1932 годов; дважды осуждён по § 175

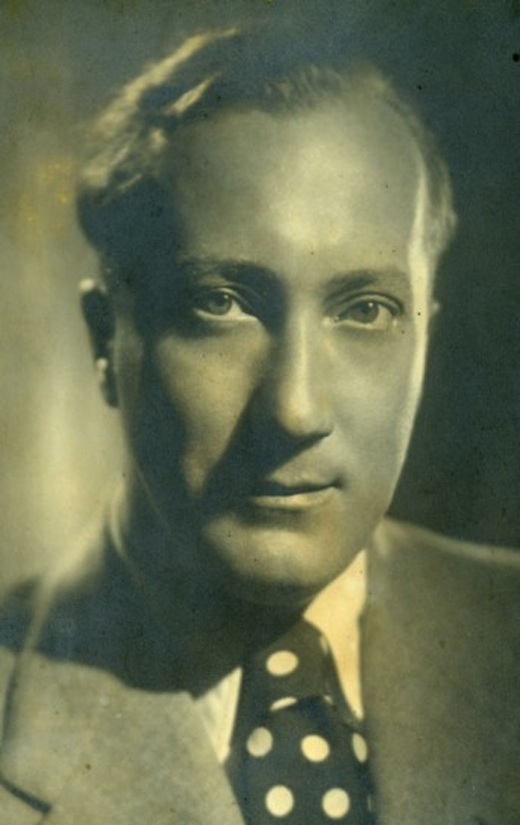
Бруно Бальц — известный поэт-песенник; дважды осуждён по § 175

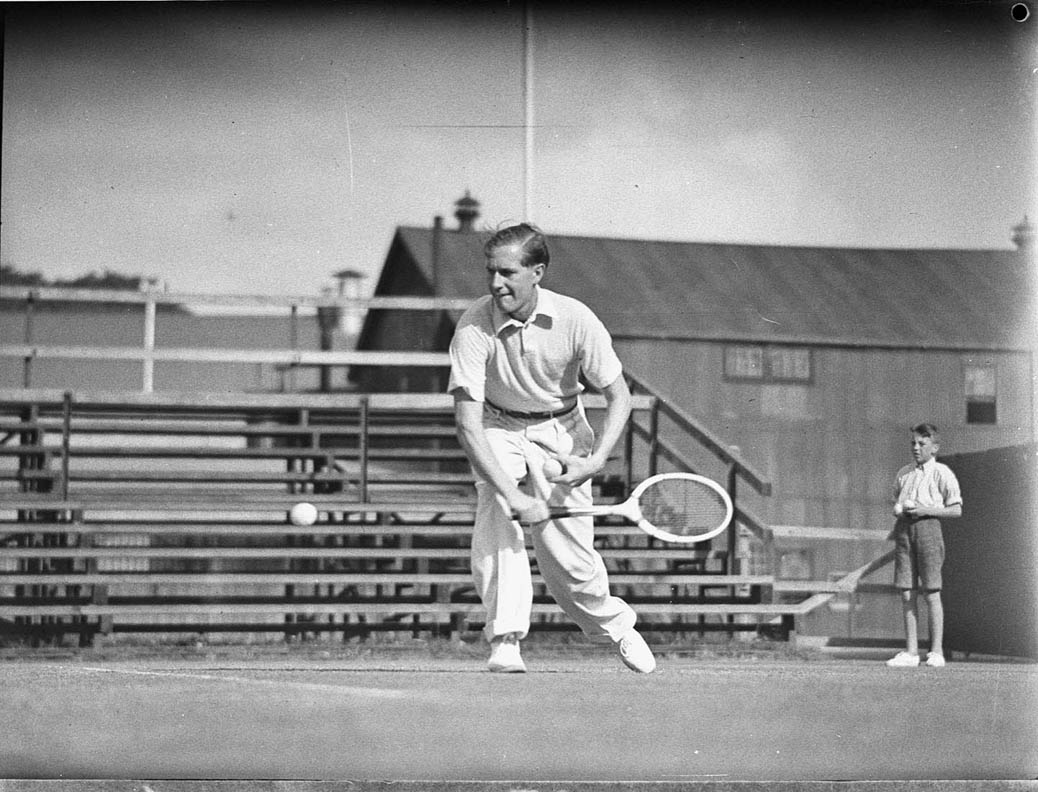
Готфрид фон Крамм — титулованный теннисист, многократный победитель турниров Большого шлема; осуждён по § 175

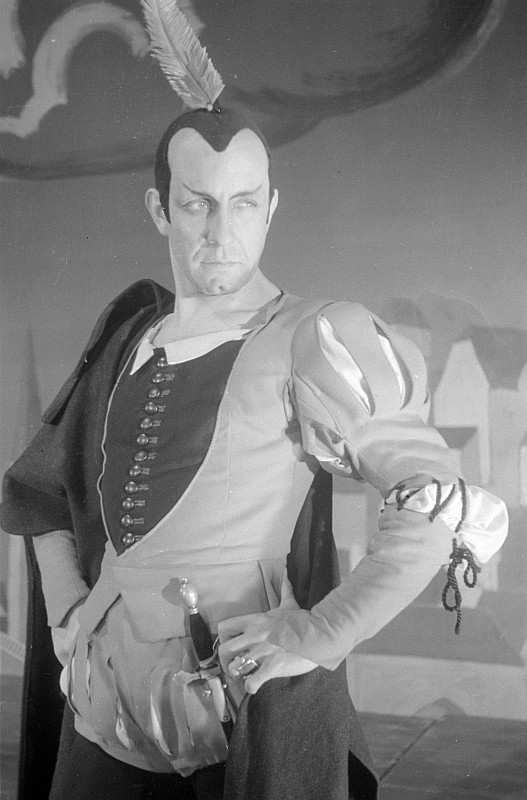
Отто Хассе — актёр и режиссёр, дважды осуждён по § 175

Статистические данные, полученные из архивов, позволяют взглянуть на ситуацию, в которой жили гомосексуальные мужчины в Германии во времена нацистской Германии. Йелоннек в своей монографии сравнивает данные о преследовании гомосексуалов в сельской провинции (на примере Пфальца), небольшом городе (на примере Вюрцбурга) и метрополии (на примере Дюссельдорфа).

### Возрастной и семейный состав подозреваемых
Исследованные им дела подозреваемых в гомосексуальных связях на 17 мая 1935 года пфальцев, показывают, что около 21 % мужчин к моменту внесения в картотеку были не старше 18 лет. Среди дел, рассматриваемых в Вюрцбурге обнаруживается тот же феномен — более четверти «подозреваемых» составляли мужчины моложе 20 лет. Высокий процент молодых мужчин до 30 лет объясняется, вероятно, более интенсивной половой жизнью молодёжи, а также менее развитыми умениями конспирации в сравнении с более старшими поколениями, прошедшими свой каминг-аут в сравнительно спокойные времена и выработавшие свои стратегии поиска партнёров. Как показывают данные о подозреваемых из округа Дюссельдорф, местное гестапо обращало значительно меньше внимания на подростковые гомосексуальные контакты, чем их коллеги из более мелких городов, что легко объясняется значительно большим количеством населения. Как правило, дети и подростки попадали в поле зрения гестапо в связи с однополыми контактами, если они занимались проституцией. Кроме того, в отличие от Пфальца и Вюрцбурга, в статистике по Дюссельдорфу наблюдается более высокая сексуальная активность и среди старших поколений, что объясняется в том числе наличием мужской проституции.
Данные о семейном положении подозреваемых обнаруживают следующую долю женатых: 81 % — в Пфальце, 82 % — в Вюрцбурге и почти 85 % — в Дюссельдорфе. В то же время, средняя доля холостых мужчин по Рейнской провинции на то время составляла 46 %. Кроме того, в отличие от изученных Йелоннеком дел из Пфальца и Вюрцбурга, где не было совершенно никаких упоминаний о трансвеститах, дела из Дюссельдорфа обнаруживают как минимум четыре задокументированных случая задержания гомосексуальных мужчин, искавших контакты, переодевшись в дамские платья. Кроме того, относительно высоким является число случаев, когда гестапо при обысках квартир находило у мужчин дамские украшения или косметику.
Интересным также является процент «успешных» расследований гестапо в указанных регионах. Так, передачей дела в суд или депортацией в концентрационный лагерь под «защитный арест» заканчивались 60 % дел в Пфальце, 40 % — в Вюрцбурге и 80 % — в Дюссельдорфе.

### Состав преступления и сроки осуждения
Занимательными оказываются также и данные о конкретных составах преступления обвиняемых — их сексуальных действиях. Данные об имеющихся 76 делах, рассмотренных судом Шпайера в Пфальце, показывают, что 10,5 % из них были заведены за поиск сексуального партнёра, 50 % — за совместную или взаимную мастурбацию, 17,1 % — за оральный или «межбёдерный» секс и лишь 22,4 % — за анальный секс. Данные о имеющихся делах из Вюрцбурга дают следующие «преступные деяния»: поиск партнёра — 18,94 %, совместная или взаимная мастурбация — 39,39 %, оральный или «межбёдерный» секс — 15,91 %, анальный секс — 25,76 %. Данные из Дюссельдорфа также существенно не отличаются: поиск партнёра — 15,82 %, совместная или взаимная мастурбация — 52,54 %, оральный или «межбёдерный» секс — 15,82 % и анальный контакт — также 15,82 %.
Около 67 % всех судебных приговоров, вынесенных судом Шпайера в Пфальце за однополые контакты между мужчинами, составили приговоры по § 175, 7 % — приговоры по § 175а и 11 % — по § 176 ч. 3 (растление детей до 14 лет) и § 174 (сексуальные контакты с вверенными подопечными моложе 21 года); в остальных 15 % дел данных нет. Суды Вюрцбурга вынесли по однополым контактам между мужчинами в 68 % случаев приговоры по § 175, в 3 % — по § 175a, в 8 % — по § 174 и 176 ч. 3; в остальных 21 % случаев параграф не указан. В судах Дюссельдорфа было вынесено 64,58 % приговоров по § 175, 16,67 % — по § 175а, 4,86 % — по § 176 ч. 3; в 13,89 % случаев параграф не указан.
Отличительной чертой дюссельдорфских приговоров по § 175a является то, что две третьих этих дел были связаны с проституцией, чего не наблюдалось в Вюрфбурге и Пфальце. В Пфальце же некоторым обвиняемым фактически искусственно вменялось занятие проституцией только за то, что их сексуальный партнёр, например, угощал их пивом и дорогими сигаретами.
Средний срок осуждения, назначенный шпайерским судом по § 175, составлял полгода, а в случаях § 175a ч. 3 (растление молодёжи) — два года. Причём в большинстве этих случаев разница в возрасте между партнёрами была невелика. Например, «растлением» молодёжи считался сексуальный контакт 24-летнего с 19-летним (младше 21 года!) «подростком». Вюрцбургский суд отличался более драконовскими приговорами по § 175. Так, средний срок за добровольные контакты между совершеннолетними мужчинами составил 21 месяц. Дюссельдорфские судьи по § 175 давали в среднем около 8 месяцев заключения. По делам по § 175a приговоры вюрцбургских и дюссельдорфских судей, в среднем, не отличались от шпайерских.
За двенадцать лет нацистской Германии (1933—1945) в Берлине, по данным Претцеля, на учёт гестапо и крипо в подозрении в гомосексуальности было поставлено более 17 тысяч мужчин. В более чем 12 тысяч случаев было заведено уголовное дело. И, наконец, осуждено по «гомосексуальным параграфам» было более 8 тысяч мужчин. Из них только по параграфам 175 и 175a — около 5 тысяч. Кроме того, ещё три тысячи человек были осуждены по § 174 (сексуальные контакты с вверенными подопечными моложе 21 года), 176 ч. 3 (растление детей до 14 лет), 183 (публичные сексуальные действия), 185 (оскорбление), а также по параграфу 175 в старой донацистской редакции.

### Конкретные примеры
Выносимые сроки заключения были полностью непредсказуемыми и, зачастую, зависели от конкретных судей. Количество «преступлений» увеличивало сроки наказания даже в том случае, если все они были совершены с одним и тем же партнёром. Так, например, один 24-летний инженер из Пфальца был приговорён судом Шпайера к 7 месяцам тюрьмы за 15 доказанных случаев совместной мастурбации вместе со своим постоянным партнёром. Суд Дуйсбурга приговорил к 12 месяцам тюрьмы однополую пару, которая ещё со времён Веймара открыто жила, по выражению суда, «как муж и жена», а затем также продолжала тайно видеться.
Мужчин, ведущих промискуитетный образ жизни, ожидали значительно более серьёзные сроки. Например, в 1937 году в Аугсбурге за действия, попадающие под § 175, совершенные с 24 различными партнёрами, было назначено суровое наказание в виде лишения свободы на 4 года, несмотря на сотрудничество подсудимого и добровольные признания в содеянном. В другом случае один продавец книжного магазина, в отношении которого суду удалось доказать наличие 19 контактов с различными мужчинами, был квалифицирован как «опасный рецидивист» и в октябре 1941 года осуждён на 4 года каторги, а после отбывания срока заключения немедленно направлен в концентрационный лагерь Эмсланд под «защитный арест» на неопределённый срок, где и умер 8 февраля 1945 года.
Вюрцбургские судьи не боялись давать более жестокие приговоры. Так, один 39-летний мужчина был приговорён к 5 годам тюрьмы за сексуальные контакты с семью молодыми (но старше 21 года) мужчинами. В другом случае в 1943 году один 54-летний мужчина был осуждён на 1 год и три месяца по § 175 за то, что попытался «гомосексуально» обнять своего случайного собеседника, 33-летнего солдата, с которым он ночью шёл через лес, приняв его, согласно решению суда, за возможного сексуального партнёра, в результате чего солдат, вырвавшись, убежал и вызвал подмогу.
Несовершеннолетние мужчины (до 21 года), особенно те, кто имел контакты с мужчинами старше 21 года могли рассчитывать на снисхождение как «жертвы растления». Например, один 16-летний подросток из Вюрцбурга, который ушёл из дома и бежал со своим 38-летним другом во Франкфурт, после ареста был вовсе освобождён. В другом случае суд в Пфальце решил отказаться от наказания 20-летнего солдата вермахта, сознавшегося в двух случаях совместной мастурбации с другим мужчиной в состоянии алкогольного опьянения.
Подростки, имевшие контакты между собой, получали также наказание, однако, и они были невелики. Так, один 17-летний гитлерюгендовец из Вюрцбурга, который с 12-летнего возраста неоднократно онанировал с другими подростками, в сентябре 1935 года был признан гестапо «растлителем гитлерюгендовцев», однако суд назначил ему наказание в форме одного месяца тюрьмы условно.
В то же время сами «растлители молодёжи» получали внушительные сроки. В том же Вюрцбурге один 49-летний католический священник был осуждён на полгода только за то, что при разговоре с 19-летним кузнецом погладил его по колену и подарил ему подарок. Впоследствии в 1940 году его же осудили на два года за то, что он дважды «щупал за член» одного польского рабочего и «пялился на плавки» одного 18-летнего подростка. Суд заявил, что у подсудимого доказана «патологическая предрасположенность» смотреть на мужские половые органы. После отбывания срока в сентябре 1942 года священник как «опасный преступник» был помещён под «профилактический арест» в концентрационный лагерь Нацвейлер, а через месяц был переведён в Дахау, где и находился до конца войны.

## Чистки в рядах партии и вермахте
С 1940 года усиливается «чистка» рядов НСДАП, СС, вермахта и полиции, в связи с чем ужесточаются репрессивные меры по отношению к гомосексуальным проявлениям, призванные сохранить «чистоту» рядов партии и её основных подразделений.

### Борьба за «сохранение чистоты» членов партии
Член СС или полиции, совершивший разврат с мужчиной или позволивший ему совершить разврат над собой, наказывается смертной казнью.
Адольф Гитлер требовал особо жестоко наказывать членов партии и её основных подразделений за гомосексуальные контакты. В своём указе «О сохранении чистоты в СС и полиции» от 15 ноября 1941 года он усилил наказание по § 175 и 175a для членов СС и полиции. Так, согласно указу, преступление по этим параграфам каралось смертной казнью. В «менее тяжких случаях» минимальный срок ареста был увеличен до 6 месяцев. Лица, не достигшие 21 года к моменту совершения преступления и «совращённые» к преступлению, в особо лёгких случаях могли быть освобождены от наказания.
Особую озабоченность рейхсюгендфюрера вызывало «распространение» гомосексуальных контактов среди молодёжи. Число осуждённых по § 175 подростков 14—18 лет было достаточно велико. В 1933—1939 годы подростки составляли около 12 % всех осуждённых за гомосексуальные контакты, в 1941 году доля подростков возросла до 16 %, а к 1942 году — до 24 %. Руководство гитлерюгенда видело, что с началом войны стала расти доля подростков, осуждённых по § 175. Для предотвращения распространения этого явления руководство гитлерюгенда ужесточило контроль и надзор за молодёжью. При малейшем подозрении на гомосексуальные склонности подростков отстраняли с руководящих должностей в молодёжных организациях. Руководство гитлерюгенда вело также свою картотеку (помимо общей картотеки, которая велась Центральным имперским бюро по борьбе с гомосексуальностью и абортами), в которую вносила малейшие подозрительные случаи, связанные с подростками.

### Борьба с «развратом» в вермахте
| Годы                           | Количество осуждённых | В том числе офицеры |
| ------------------------------ | --------------------- | ------------------- |
| 1939*                          | 273                   | 6                   |
| 1940                           | 1134                  | 36                  |
| 1941                           | 1700                  | 50                  |
| 1942                           | 1578                  | 63                  |
| 1943                           | 1473                  | нет данных          |
| 1944**                         | 830                   | нет данных          |
| * С 1 сентября. ** По 31 июля. |                       |                     |

В 1935 году в Германии вновь была введена всеобщая воинская повинность для мужчин 18—45 лет, а для офицеров и унтер-офицеров — до 60 лет. Численность вермахта составляла уже в августе 1939 года более 2,6 миллионов человек. В начале войны в 1939 году по отношению к солдатам и офицерам, обвиняемым в «противоестественном разврате», применялись те же самые предписания, что и к гражданским лицам. Осуждённые по антигомосексуальным параграфам мужчины, как и другие уголовно осуждённые мужчины, теряли гражданские права, в том числе и право на военную службу (нем. Wehrwürdigkeit) и после отбывания тюремного заключения, как правило, направлялись в концентрационные лагеря. Однако мужчины призывного возраста, признанные «способными к выздоровлению» могли направляться в специальные штрафные или исправительные воинские подразделения.
Увеличение числа призывников способствовало увеличению числа преступлений, квалифицированных по § 175 и 175a. Так в 1940 году по этим параграфам было приговорено 1134 солдата вермахта, а в 1941 — уже 1700. В соответствии с указом Геринга от 17 января 1942 года «О действиях в отношении случаев разврата между мужчинами», всех солдат вермахта, осуждённых по параграфам 175 и 175a условно делили на две группы: 1) мужчины, имеющие «неизлечимую врождённую склонность» и 2) «сексуально здоровые», но «совращённые» или «запутавшиеся вследствие длительного полового воздержания» мужчины. Осуждённые первой группы, а также все осуждённые, которым инкриминировалось использование служебного положения для склонения подчинённых к гомосексуальному контакту после отбывания наказания направлялись в концентрационные лагеря. Осуждённые второй группы после освобождения возвращались в вермахт. Однако, они не могли более занимать руководящие должности в армии.
Специальной директивой верховного командующего вермахта Вильгельма Кейтеля от 19 мая 1943 года были введены дополнительные требования к расследованию дел о «разврате между мужчинами» в вермахте. Согласно директиве, все обвиняемые в совершении преступлений в соответствии с параграфами 175 и 175a делились уже на три группы:
| 1. Лица, имеющие врождённую предрасположенность или с приобретённой и явно не поддающейся коррекции склонностью к гомосексуальным контактам. 2. Лица, ошибившиеся лишь один раз, особенно в случае совращения. 3. Лица, в отношении которых имеется сомнение в наличии у них гомосексуальных склонностей. Оригинальный текст (нем.) 1. Täter, die sich aus Veranlagung oder aus einem erworbenen, offenbar unverbesserlichen Trieb vergangen haben; 2. Täter, die nur einmal abgeirrt sind, insbesondere dann, wenn sie verführt wurden; 3. Täter, bei denen der Hang zweifelhaft ist. |

Осуждённые первой группы немедленно отстранялись от службы. В «особо тяжких случаях» наказание увеличивалось вплоть до смертной казни на основе § 5 «Уголовно-правового регулирования военного времени» («Подрыв обороноспособности»). Осуждённые второй группы могли быть возвращены на службу после отбывания наказания с испытательным сроком. Директива особо подчёркивает, что склонение подчинённых к однополым контактам следует расценивать как «тяжкий блуд». Также в директиве содержится указание на то, что нахождение обвиняемого на момент совершения блуда в состоянии алкогольного опьянения не является смягчающим обстоятельством. Лица третьей группы, в отношении которых имелось сомнение в наличии у них гомосексуальных склонностей, направлялись в штрафные полевые лагеря вермахта для испытательного срока под жёсткое наблюдение и контроль, а в случае их боевой непригодности — отпускались из армии и передавались гражданской судебной администрации для дальнейшего наказания. При повторных инцидентах в штрафных лагерях применялись указания как для осуждённых первой группы.
Данная директива имела также обратную силу. Таким образом, солдаты, осуждённые ранее и вернувшиеся в вермахт после отбывания срока, но которых можно было отнести к первой группе согласно директиве, должны были быть немедленно демобилизованы. Исключения делались лишь в некоторых случаях, если солдат после отбывания срока и повторной мобилизации в течение длительного времени показал безупречную службу и в отношении него не возникает сомнений в возможности повторного рецидива.
Военные суды в сотрудничестве с Центральным имперским бюро по борьбе с гомосексуальностью и абортами в приговорах лицам, демобилизованным из вермахта (согласно пункту 1 директивы от 19.05.1943) указывали, присутствует ли у осуждённого «неподдающейся изменению склонности». Наличие такой склонности трактовалось как опасность для общества, поэтому после демобилизации из вермахта осуждённые, согласно секретной директиве шефа СД и полиции безопасности Эрнста Кальтенбруннера от 12 мая 1944 года, передавались под профилактический арест в концентрационный лагерь.
Интересным представляется директива начальника медицинской службы Военно-воздушных сил Германии Оскара Шрёдера от 7 июня 1944 года, содержащая специальные указания для полевых врачей ВВС по предупреждению и профилактике гомосексуальных связей среди солдат.

## Гомосексуальные мужчины в концентрационных лагерях

### Число узников с розовым треугольником

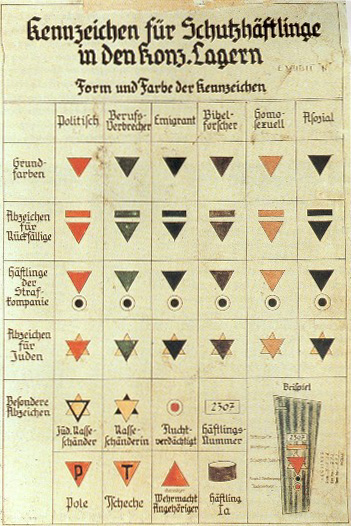
Памятка для СС: Пометка заключённых в концлагерях

Точное количество гомосексуальных мужчин, депортированных в концентрационные лагеря, неизвестно. Сегодня принято считать, это число составляет от 5 до 15 тысяч человек. Единственной официальной статистикой являются данные 1943 года о 2248 гомосексуальных мужчинах, депортированных в 1940—1943 годы в концлагеря. Однако даже и эта статистика указывала на возможное занижение данных.
Деление заключённых на различные категории было уже и в ранние годы, однако систематическая категоризация с применением разноцветных «винкелей» была повсеместно введена зимой 1937—1938 года. Узники, депортированные за деяния, предусмотренные по § 175, 175a и 175b, помечались нашивкой в виде розового треугольника.
Однако гомосексуальные мужчины не всегда носили розовый треугольник на одежде. Такой «чести» удостаивались лишь немецкие заключённые и заключённые из «протектората». Всех иностранных заключённых, обычно, помечали красным треугольником («политический заключённый»). Евреи получали дополнительно жёлтый треугольник. Существуют также данные и о других пометах. В частности, в некоторых лагерях гомосексуальные узники носили жёлтую ленту с пометой А (от нем. Arschficker, от Arsch — «задница» и ficken — обсц. «иметь половое сношение») или 175 (по параграфу 175).
Первыми заключёнными, депортированными в концлагеря за однополые контакты, оказались мужчины, отправленные уже в 1933 году в лагерь Гамбург-Фульсбюттель. По воспоминаниям заключённых, гомосексуалов доставляли в этот лагерь почти каждый день. Однако массовый характер депортация гомосексуальных мужчин в концентрационные лагеря получила лишь с 1935 года после ужесточения антигомосексуального законодательства и создания Центрального бюро рейха по борьбе с гомосексуальностью и абортами.
| Годы      | Всего  | Полити- ческие ▼ | Свидетели Иеговы ▼ | Гомосек- суалы ▼ |
| --------- | ------ | ---------------- | ------------------ | ---------------- |
| 1938      | 11 028 | 3982             | 476                | 27               |
| 1939      | 11 807 | 4042             | 405                | 46               |
| 1940      | 7440   | 2865             | 299                | 11               |
| 1941      | 7911   | 3255             | 253                | 51               |
| 1942      | 9571   | 5433             | 238                | 74               |
| 1943      | 37 319 | 25 146           | 279                | 169              |
| 1944      | 63 048 | 47 982           | 303                | 189              |
| янв. 1945 | 80 297 | 53 372           | 302                | 194              |
| фев. 1945 | 80 232 | 54 710           | 311                | 89               |

Нередко депортации в лагеря происходили в результате облав на ночные заведения, где собиралась гомосексуальная публика. Например, в марте 1935 года была проведена серия облав на ночные заведения в Берлине, в результате чего было арестовано 413 гомосексуальных «нарушителей морали», которые были помещены в концентрационные лагеря под «защитный арест». В 1936 году в концентрационный лагерь Дахау после нескольких облав на гей-бары в Мюнхене также было доставлено несколько сотен человек.
Сохранилось несколько нацистских актов, по которым можно получить некоторую информацию о количестве гомосексуальных заключённых в Освенциме (Аушвице). Согласно сохранившимся актам 1941 года, в лагере среди 9396 заключённых с пометкой «175» находилось 40 человек. Возраст таких заключённых составлял от 21 до 60 лет. На начало 1945 года число заключённых, носивших розовый треугольник, в Бухенвальде составляло около 200 человек. Относительно числа «розовых треугольников» в концлагере Заксенхаузен нет точных данных, однако есть основания полагать, что их количество составляло несколько сотен человек.
Согласно воспоминаниям Гарри Паули (нем. Harry Pauly), бывшего заключённого «лагеря смерти» Нойзуструм, расположенного в Восточной Фризии, в этом лагере около 20 % всех заключённых составляли гомосексуальные мужчины, а во многих соседних лагерях их число также было высоко.
Согласно исследованию немецкого социолога Рюдигера Лаутмана, смертность среди заключённых с розовым треугольником в два раза превышала смертность политических заключённых. Лаутман считает, что уровень смертности гомосексуальных узников доходил до 60 %. Для сравнения: среди политических заключённых концлагерей смертность составляла 42 %, среди свидетелей Иеговы — 35 %.

### Содержание заключённых с розовым треугольником

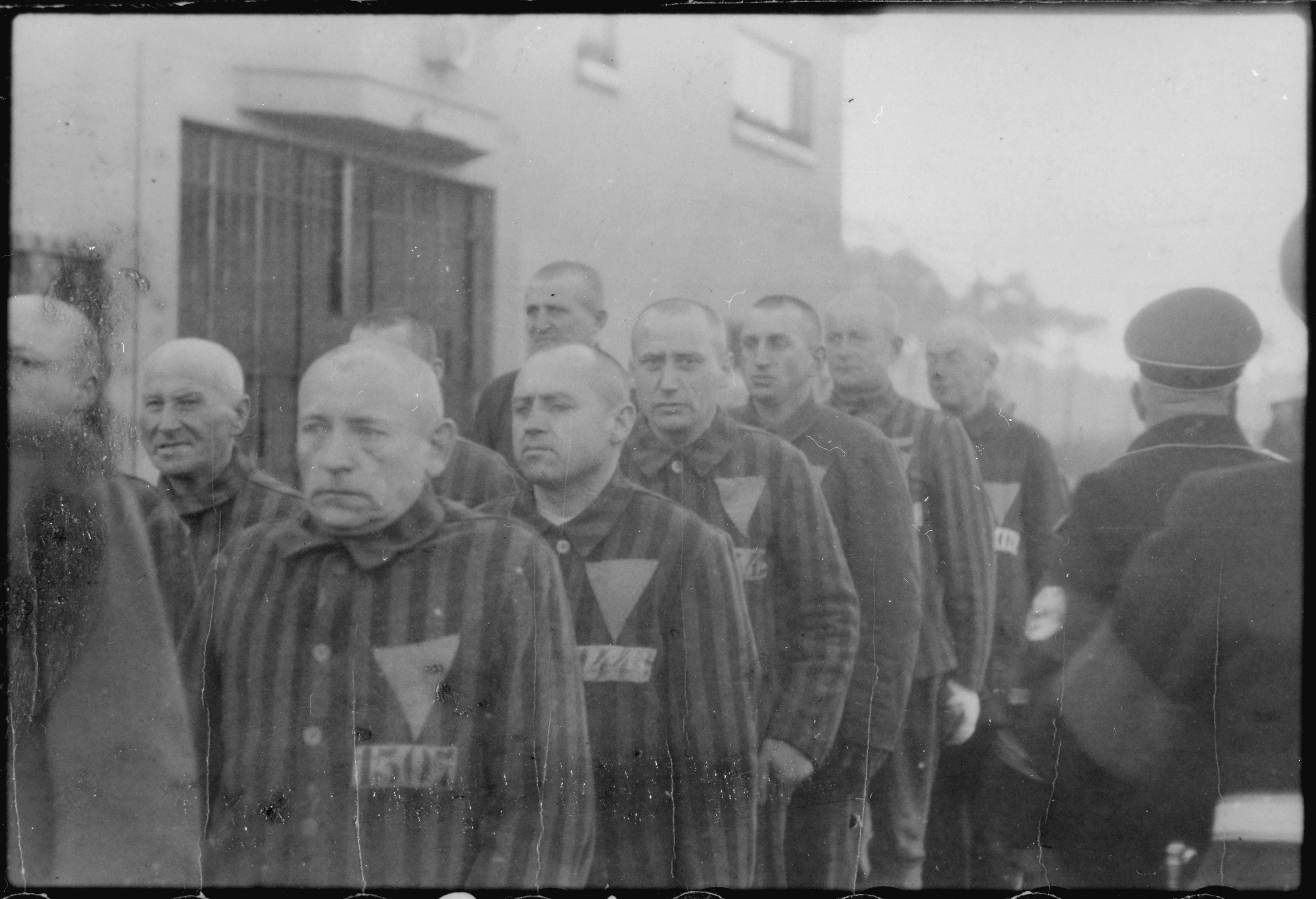
Узники-гомосексуалы концлагеря Заксенхаузен с розовыми треугольниками на груди

О содержании гомосексуальных заключённых в концентрационных лагерях можно, в частности, судить по воспоминаниям бывших заключённых Бухенвальда. Общее число заключённых с розовым треугольником в Бухенвальде составляло менее 1 %. Большинство из них было кастрировано. Среди всех заключённых «розовые треугольники» считались самой низшей кастой. Заключённые концлагерей часто относились к гомосексуалам с враждебностью.
До осени 1938 года заключённые с розовым треугольником Бухенвальда находились в одном блоке с политическими заключёнными. С октября 1938 года они содержались отдельно и были назначены в так называемую штрафную команду, где им приходилось работать в тяжёлых условиях на каменоломне. В отличие от других заключённых, которые назначались в штрафную команду временно, «розовые треугольники» были назначены на эти работы на постоянной основе.
С лета 1942 года вместе с другими заключёнными они были направлены на работу на военную промышленность. Зимой 1944 года гомосексуальные заключённые Бухенвальда были направлены в подразделение Бухенвальда — лагерь смерти Дора-Миттельбау для подземного производства вооружений. В результате нечеловеческих условий труда с 8 по 13 февраля 1945 года погибло 96 гомосексуальных заключённых, что составило более половины всех заключённых с розовым треугольником, содержавшихся в Бухенвальде. Доля заключённых с розовым треугольником, транспортировавшаяся через Бухенвальд дальше в различные лагеря смерти, по отношению к их общему числу, в лагере была значительно выше, чем по другим категориям заключённых.
По воспоминаниям одного из заключённых лагеря Дахау, осуждённые за гомосексуальные контакты мужчины уничтожались лагерным руководством и долго не оставались в живых в лагере. Бывшие узники Заксенхаузена также указывают на то, что гомосексуальные мужчины и евреи были особо презираемыми эсэсовцами узниками в этом лагере.

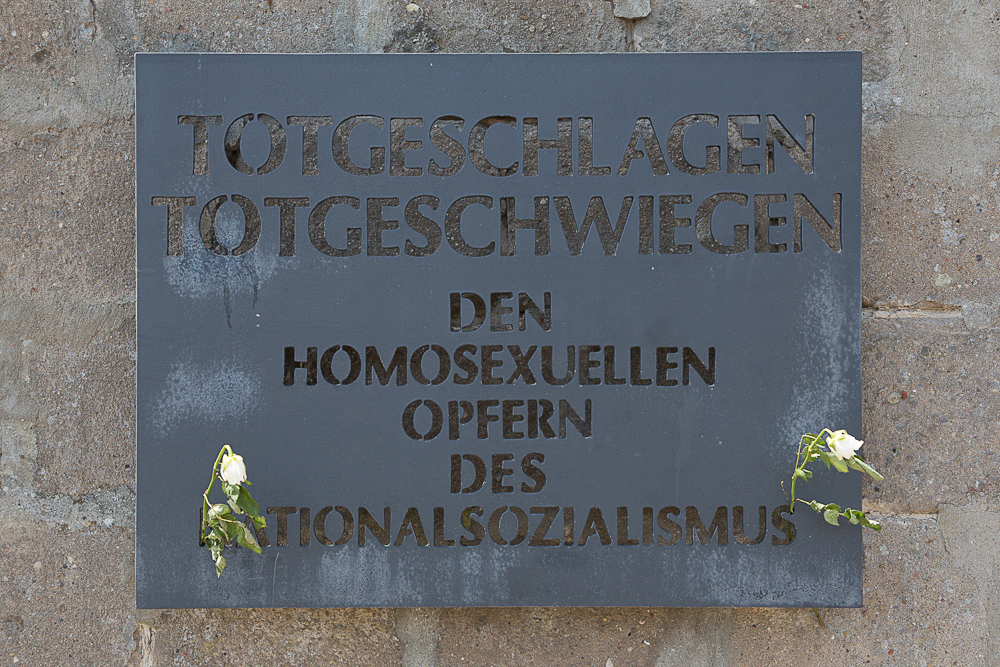
Памятная доска гомосексуальным жертвам нацизма в Заксенхаузене

По воспоминаниям бывшего узника Заксенхаузена Хайнца Хегера, гомосексуальные заключённые должны были спать в одних лишь ночных рубашках и им запрещалось прятать руки под одеяло. При этом окна барака были покрыты сантиметровым слоем льда. Лагерный контроль проводил несколько раз за ночь осмотры, и заключённые, застигнутые в постели в штанах или со спрятанными под одеяло руками, наказывались: их обливали ведром воды и заставляли в течение часа стоять на морозе. Практически все подвергнутые данной процедуре получали воспаление лёгких и вскоре отправлялись в лагерный медицинский пункт. Заключённые с розовым треугольником возвращались живыми из медицинского пункта очень редко.
Во многих концентрационных лагерях гомосексуальные заключённые содержались в изоляции от других узников в особых блоках. В лагере Заксенхаузен «розовым треугольникам» запрещалось вступать в разговор с «треугольниками» другого цвета и даже подходить ближе чем на пять метров к их блокам. Цель такого запрета состояла якобы в защите «нормальных» заключённых от «совращения». Такая изоляция способствовала уменьшению шансов этой группы узников на выживание в условиях концлагеря.
Как отмечает немецкий историк и публицист Ханс-Георг Штюмке, изоляция гомосексуальных заключённых способствовала тому, что они практически не участвовали в самоуправлении лагерем и их назначение на роль капо было практически невозможно. Однако есть и совершенно противоположные мнения. В частности, Стефан Росс, основатель Музея Холокоста Новой Англии (New England Holocaust Museum), считает, что около 20 % охранников концлагерей, охранявших евреев, были гомосексуалами. По свидетельству историка Рауля Хильберга, многие капо были гомосексуалами. Надзиратели вербовались из числа гомосексуальных криминальных элементов.

### Опыты по «исцелению» гомосексуальных мужчин

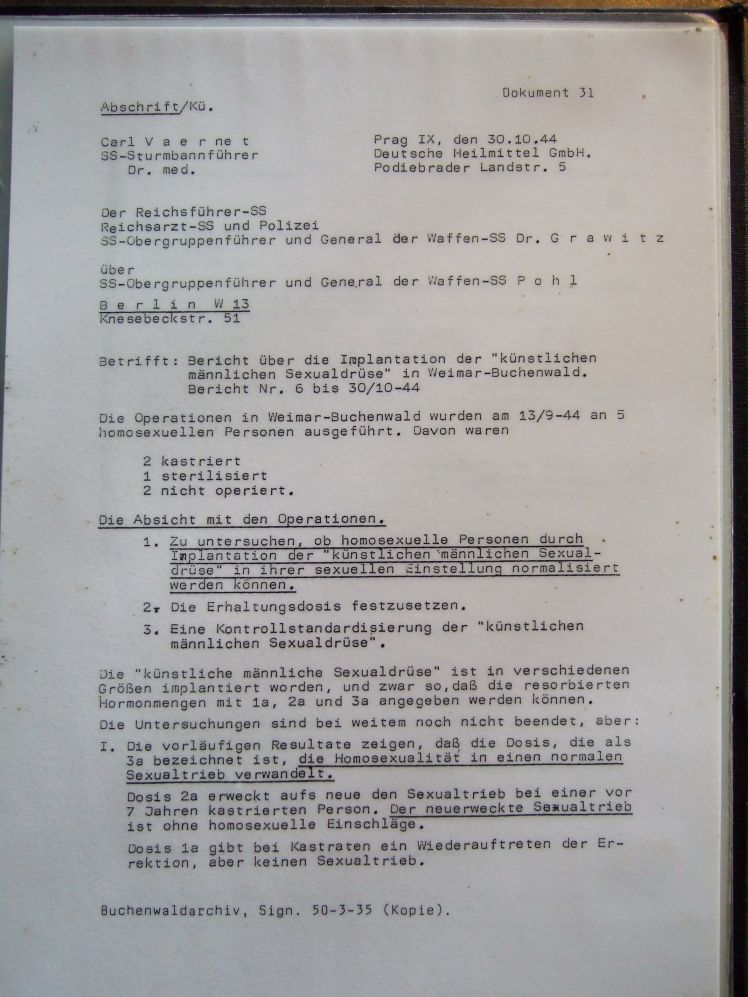
Доклад Вернета о вживлении капсул с «мужским гормоном» пяти гомосексуальным заключённым Бухенвальда, октябрь 1944

Бухенвальд «прославился» своими опытами на заключённых. В частности, сохранилась многочисленная лагерная документация по постановке опытов с гормональными препаратами над гомосексуальными заключёнными, проводившихся по секретному указу СС доктором Карлом Вернетом. В 1943 году рейхсфюрер СС Генрих Гиммлер, узнав об исследованиях датского доктора Вернета по «излечению гомосексуальности», приглашает его проводить исследования в Рейхе на базе Бухенвальда. Опыты на людях были начаты Вернетом в июле 1944 года. Сохранилась подробная документация о проведении им операций над 12 гомосексуалами Бухенвальда, в результате которых им в паховую область вшивалась капсула с «мужским гормоном», которая должна была сделать из них гетеросексуалов. Первым подопытным Вернета стал 55-летний католический теолог, приговорённый в 1936 году по § 175 и после отбывания каторги в 1944 году направленный под «защитный арест» в Бухенвальд. Некоторые из заключённых соглашались на операцию добровольно в надежде быть освобождёнными из лагеря после «исцеления».
В 1944 году по указу Гиммлера заключённые, над которыми была проведена операция по вшиванию «мужского гормона», направлялись в женский концентрационный лагерь Равенсбрюк, в котором содержалось множество женщин, осуждённых за проституцию. Лагерное руководство давало женщинам указание сблизиться с «исцелёнными» мужчинами и вступить с ними в половой контакт. Однако и это до конца не устраняло сомнения лагерного руководства.
Проверку на «исцеление» (нем. Abkehrprüfung) осуждённых гомосексуальных мужчин практиковали и в других концентрационных лагерях. Для этого мужчин направляли в лагерные бордели. В случае совершения полового контакта с проституткой делалось заключение об «улучшении состояния» заключённого, в противном случае делался вывод о его «неизлечимости». До наших дней дошли документы, доказывающие проведение подобных «экзаменов» в концентрационных лагерях Равенсбрюк и Флоссенбюрг. Однако не сохранилось никаких указаний на то, что кто-либо из гомосексуальных мужчин был освобождён из заключения после успешного прохождения подобного «теста».

## Аннексированные и оккупированные территории

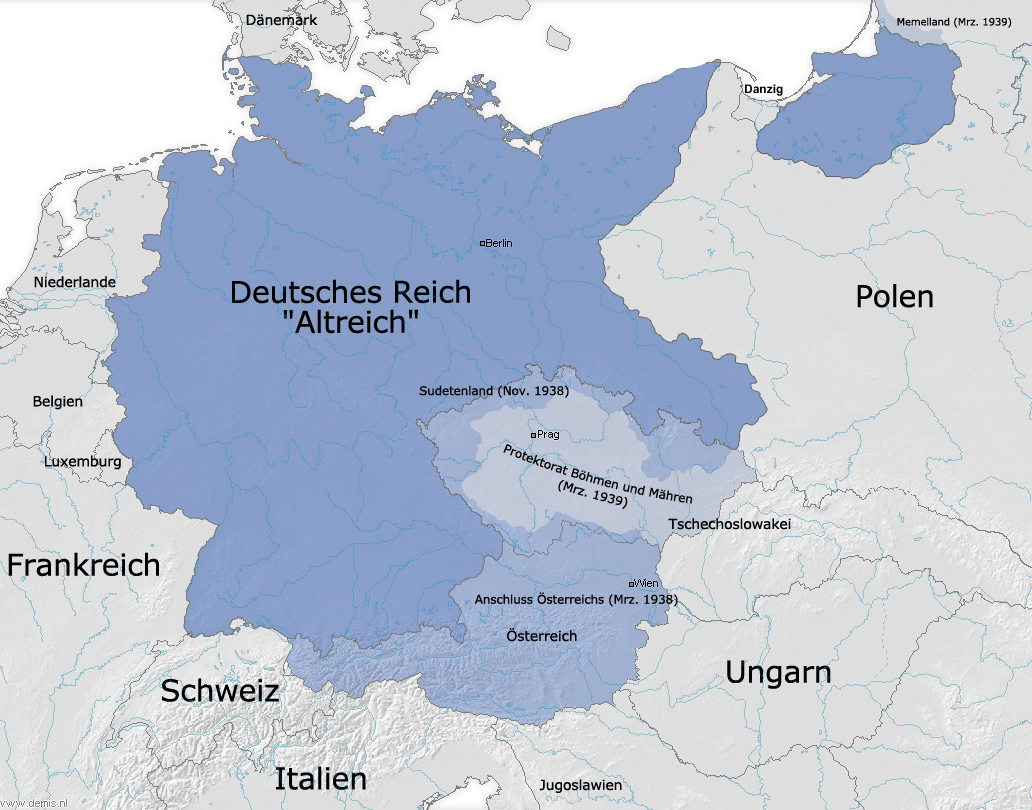
Германия в 1939 году: «старый рейх» помечен тёмно-синим цветом

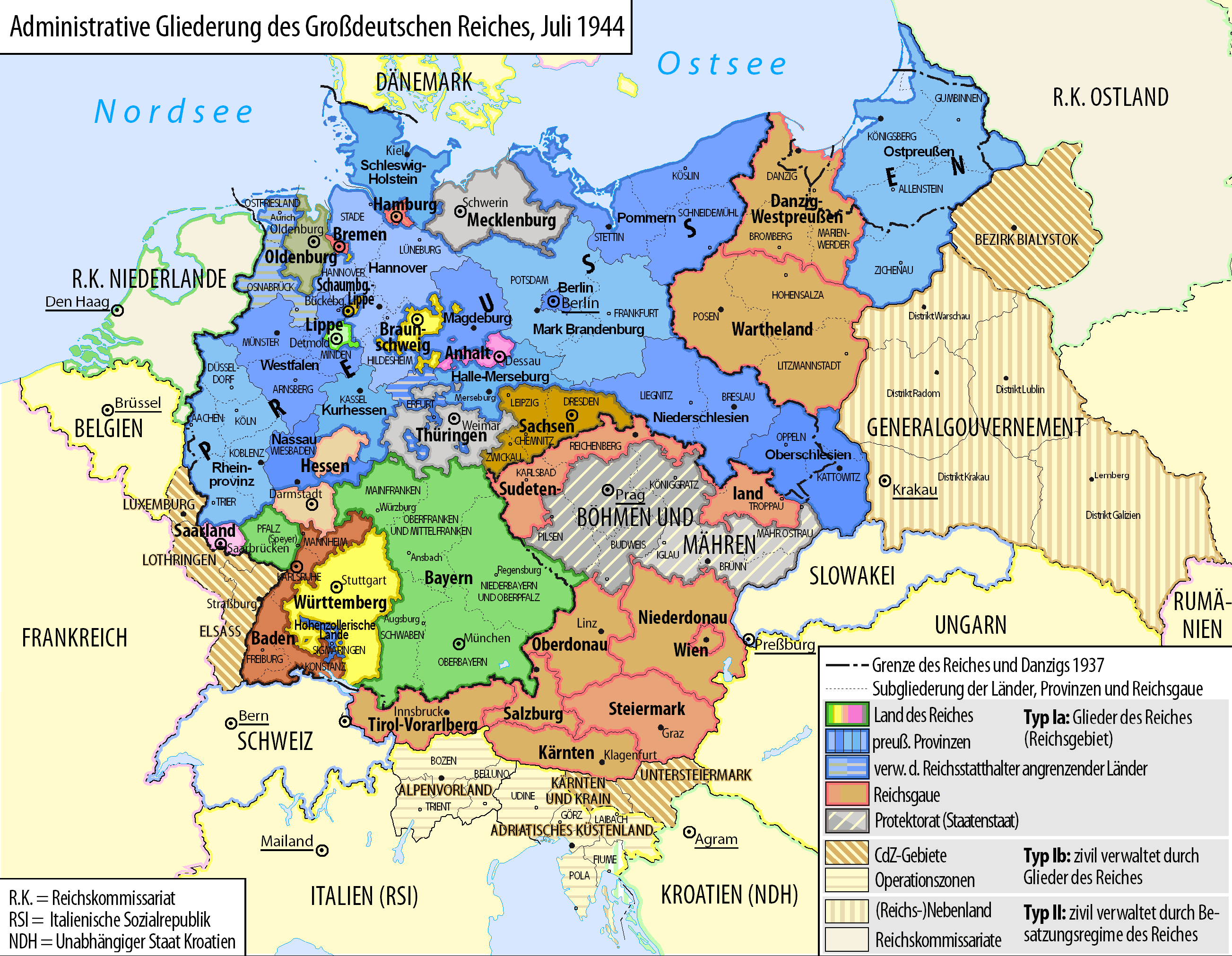
Германия в 1944 году

С началом расширения Германии государственная пропаганда стала употреблять термин «Старый рейх» для обозначения Германской империи в границах 1937 года. Территория нацистской Германии к 1940 году, расширенная за счёт Австрии («аншлюс» 13 марта 1938 года), чешских Судетской области (1 октября 1938 года) и протектората Богемии и Моравии (16 марта 1939 года), Мемельланда (22 марта 1939 года), польских территорий Данциг — Западная Пруссия и Вартеланд (Позен), а также бельгийских областей Эйпен-Мальмеди и Мореснет (18 мая 1940 года), стала называться Великогерманской империей (нем. Großdeutsches Reich).
Не вызывает сомнения тот факт, что отношение нацистов к мужской гомосексуальности на оккупированных территориях было несколько иное, чем внутри Рейха и на присоединённых к нему областях. Это было связано, в частности, и с нацистской идеологией «расовой гигиены» и разному отношению к «высшим» и «низшим» расам. Кроме того, правовой вопрос гомосексуальных отношений на оккупированных территориях имел различную историю. Романские государства, такие как Франция, Нидерланды, Бельгия и Италия под воздействием французского либерального законодательства XIX века не знали уголовного наказания за добровольные однополые контакты между совершеннолетними лицами, в то время как в таких странах, как Швеция, Австрия и Чехословакия, такие контакты были наказуемы. Поэтому мгновенный переход к новому праву на оккупированных территориях не проводился, так как нацисты активно сотрудничали с местной уголовно-полицейской администрацией.
Хотя земли, входящие в «Старый рейх» и новые рейхсгау, образованные на аннексированных и оккупированных территориях, формально являлись равноправными управляемыми территориями (нем. Verwaltungsbezirk), новые территории имели отличное от «Старого рейха» правовое пространство. Таким образом, уголовное право «Старого рейха» не имело силу на новых территориях, на них действовала собственная законодательная база.
На официально аннексированных территориях — бывших польских землях, включённых в Германскую империю в виде вновь образованных рейхсгау Вартеланд и Данциг — Западная Пруссия или присоединённых к провинциям Восточная Пруссия (административный округ Цихенау) и Верхняя Силезия (административный округ Каттовиц), а также бельгийских территориях Эйпен-Мальмеди и Мореснет, включённых в административный округ Аахен Рейнской провинции, на граждан Рейха распространялось уголовное законодательство Германской империи. В то же время на указанных польских территориях для польских граждан сначала продолжало действовать польское уголовное законодательство, которое уже в декабре 1941 года было заменено на особые правила.
На территориях, которые были фактически аннексированы, хотя и никакой официальной аннексии не декларировалось, вся законодательная власть передавалась в руки немецкой гражданской администрации, которой было поручено издавать собственные законы на этих территориях. Французские департаменты Мозель, Нижний Рейн и Верхний Рейн, включённые в состав образованных так называемых областей гражданского управления Лотарингия и Эльзас, а также Люксембург и югославские территории Словении (Каринтия и Крайна и Нижняя Штирия) предназначались для последующей германизации и подчинению имперскому законодательству.
Оккупированные территории Нидерландов, Норвегии, Украины, Литвы, Латвии, Эстонии и Белоруссии были преобразованы в рейхскомиссариаты, на которых действовало местное законодательство, основанное на идеологии расовой гигиены. Территория Нидерландов подлежала скорейшей германизации, в связи с чем на ней вводилось законодательство, подобное тому, что существовало в Рейхе. Об отношении к гомосексуальности на территориях рейхскомиссариатов Норвегия, Украина и Остланд ничего не известно. В протекторате Богемия и Моравия, польском Генерал-губернаторстве и на оккупированных французских территориях также вводились специальные указы, касающиеся уголовного преследования гомосексуальных мужчин.
На территориях, находящихся под контролем военного управления — во Франции, Бельгии, Дании, Сербии, Греции, а также на так называемых «оперативных зонах» (Адриатическое побережье и Передние Альпы) не предпринималось никаких попыток по криминализации гомосексуальных контактов.

### Территория Австрии

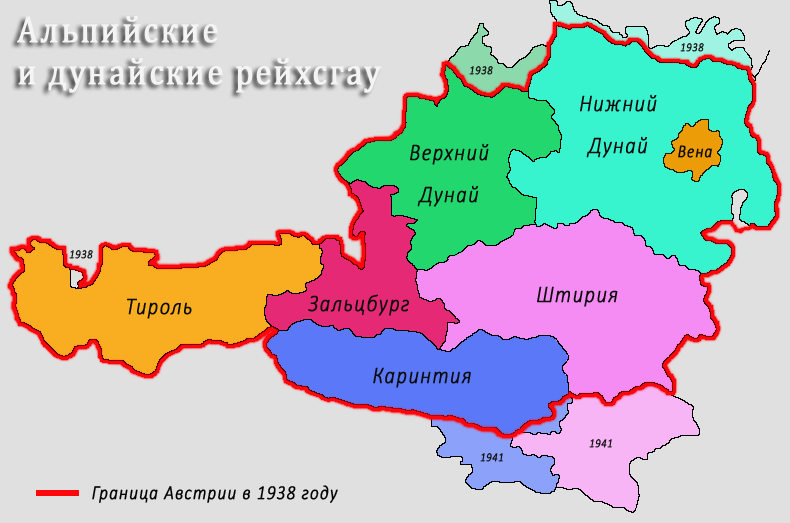
После присоединения Австрии к Рейху на её территории были образованы семь рейхсгау, которые позднее стали называться альпийскими и дунайскими рейхсгау Великогерманской империи

Австрия была присоединена к Германской империи 13 марта 1938 года. Согласно закону о присоединении Австрии к Германскому рейху, на её территории «до последующего распоряжения» продолжало действовать австрийское уголовное законодательство, которое так и осталось в силе вплоть до 1945 года.
Австрийский уголовный кодекс 1852 года в параграфах 129 и 130 содержал целый перечень так называемых преступлений, которые классифицировались как содомия. «Противоестественный разврат с лицами своего пола» криминализировался в части Ib параграфа 129 и распространялся как на мужчин, так и на женщин. Например, с 1924 по 1935 годы австрийскими судами было осуждено 136 женщин за добровольные однополые сексуальные контакты.

§ 129. Преступлением считаются и наказываются следующие виды разврата:

I. Противоестественный разврат: <…>

b) с лицом того же пола
Оригинальный текст (нем.)§ 129. Als Verbrechen werden auch nachstehende Arten der Unzucht bestraft:

I. Unzucht wider die Natur <…>

b) mit Personen desselben Geschlechtes.

Довольно свободная формулировка текста параграфа позволяла судьям интерпретировать его достаточно широко. В комментариях к данной статье содержались указания о применении наказания в виде тюремного заключения сроком от одного года до пяти лет, а в случаях применения угроз и насилия — сроком от пяти до десяти лет.
После присоединения Австрии к Рейху данный параграф был сохранён без изменений, так как он являлся даже более жёстким, чем соответствующие параграфы уголовного кодекса Германии, что было в интересах гестапо. В то же время число вынесенных приговоров по § 129 Ib после аншлюса Австрии значительно возросло. В частности, количество вынесенных в 1938 году приговоров по этому параграфу удвоилось по сравнению с предыдущим годом. В 1939 году эта тенденция к увеличению сохранилась. С началом войны число вынесенных приговоров сократилось, что вовсе не означает уменьшения преследования, однако теперь большинство случаев «однополого разврата» не доводились до гражданского суда, а рассматривались, например, военными судами.

### Судетенланд и протекторат Богемия и Моравия
Территория Чехии была поделена нацистами на рейхсгау Судетенланд (с преобладанием немецкого населения) и протекторат Богемии и Моравии (остальные территории). В то же время для обеих административных единиц законодательство полностью зависело от гражданства, так что лишь граждане Рейха подчинялись уголовному кодексу Германской империи.

### Территория Польши

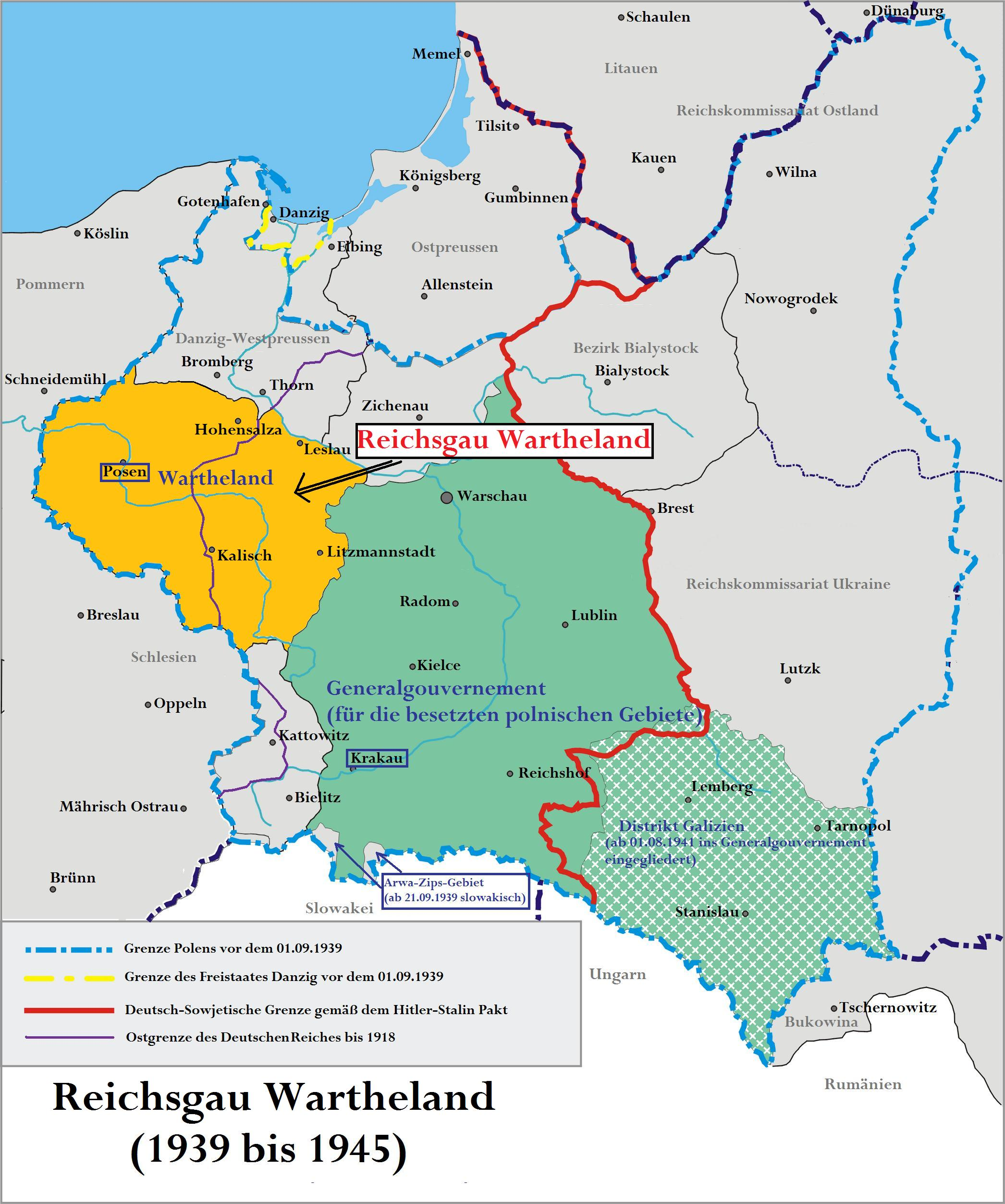
Западная территория Польши вошла в состав Германской империи в качестве рейхсгау Вартеланд (обозначено жёлтым), рейхсгау Данциг — Западная Пруссия и остаточного Генерал-губернаторства (обозначено зелёным)

В результате оккупации Польши территория этой страны была поделена на несколько частей. Западные её части, на которых также проживало и немецкое население, были аннексированы Рейхом и включены в состав провинций Восточная Пруссия и Верхняя Силезия, рейхсгау Данциг — Западная Пруссия и Вартеланд. Остаток Польши был преобразован в так называемое Генерал-губернаторство.
На территориях вновь образованных рейхсгау Данциг — Западная Пруссия и Вартеланд был введён в действие уголовный кодекс Германской империи. Однако с постановлением «О правовом положении евреев и поляков на территориях присоединённых восточных областей» от 4 декабря 1941 года для лиц с польским гражданством было введено особое законодательство.
Остаточные территории оккупированной Польши были преобразованы в Генерал-губернаторство, формально не являющееся частью Великогерманской империи и населённое «лицами польской национальности без гражданства». При этом вся полнота судебной и исполнительной власти на этой территории находилась в руках СС и полиции, которые подчинялись Генриху Гиммлеру.
Отношение к гомосексуальности на территории Генерал-губернаторства во многом зависело от «расовой принадлежности». Поляков, совершивших «противоестественный блуд» между собой без участия лиц немецкой национальности, официально не преследовали. Однако нет никакой информации о том, насколько государственные учреждения Генерал-губернаторства выполняли это указание.
В директиве статс-секретаря имперского министерства юстиции Германии Роланда Фрейслера генеральным прокурорам от 22 января 1941 года указывается, что применение имперского законодательства в отношении абортов и преступлений против морали (в том числе и гомосексуальных контактов), прямо не касающихся немецкого населения, должны наказываться менее сурово, нежели аналогичные случаи, в которых замешаны представители немецкого народа, так как они не вредят чистоте «немецкой расы».
Согласно указу рейхсфюрера СС Генриха Гиммлера от 11 марта 1942 года, дела поляков, обвиняемых в однополом разврате, в случаях, не затрагивающих немецкое население, передавались отдельно от общих случаев в уголовную полицию, которая рассматривала необходимость уголовного преследования.
В разъясняющем письме начальника Партийной канцелярии НСДАП Мартина Бормана рейхсминистру юстиции от 3 июня 1942 года также содержатся предписания о воздержании от уголовных наказаний за гомосексуальные контакты по § 175 и 175a в случаях, когда не замешаны лица немецкой национальности или немецкие граждане. В частности, в письме говорится о том, что немецкие правоохранительные органы не должны способствовать польскому народу в «укреплении его биологической силы», особенно в присоединённых восточных областях, где поляки численно преобладали над немецким населением. В связи с этим предписывалось воздерживаться от наказания за инцест, аборт, однополые контакты и скотоложество. Однако, лица, совершившие преступления согласно § 175 и 175a, должны были быть изолированы от немецкого населения.
| Немецким судам и другим государственным органам следует быть осторожными в своих решениях и не способствовать чужому, особенно польскому народу в укреплении его биологической силы, тем более при его преобладании над немецким населением в присоединённых восточных областях. <…> Жизнь польской общины на присоединённых восточных территориях невозможно отделить от жизни немецкого народа так, чтобы разлагающие жизненные явления среди поляков не наносили вред постоянно находящемуся с ними в контакте немецкому населению. Особенно это касается гомосексуальности. <…> Подобные элементы после ареста должны быть размещены в районах, где нет никаких возражений против терпимого отношения к гомосексуальности. <…> В случае нарушений по §§ 175, 175a <…>, если подозреваемый и все участники являются исключительно поляками, рекомендуется воздерживаться от предъявления обвинения. Вместо этого следует немедленно сообщить в соответствующий отдел гестапо о всех виновных. Оригинальный текст (нем.)Hier müssen die deutschen Gerichte wie andere Stellen in ihren Entscheidungen darauf bedacht sein, das fremde — besonders das polnische Volkstum — in seiner biologischen Kraft nicht noch zu fördern, zumal es auch wie vor seine Vitalität in stärkerem Maße unter Beweis stellt als das Deutschtum in den Ostgebieten. <…> Das Leben der polnischen Volksgruppe ist in den eingegliederten Ostgebieten von dem deutschen Volksleben nicht so gelöst, daß Zersetzungserscheinungen innerhalb des Polentums ohne jede Gefahr für die mit ihm in Berührung kommenden Deutschen bleiben. Dies gilt vor allem auch auf dem Gebiet der Homosexualität. <…> Diese Elemente [sollen] nach ihrer Festnahme in Gebiete verbracht werden, wo die Bedenken gegen eine Duldung der Homosexualität <…> nicht bestehen. <…> Bei Verstößen gegen §§ 175, 175a <…> ist, wenn der Täter oder die Beteiligten ausschließlich der polnischen Volksgruppe angehören, von der Erhebung der Anklage abzusehen. Statt dessen ist die zuständige Dienststelle der Sicherheitspolizei zu unterrichten und ihr der Täter möglichst bald im Wege der Einzelüberstellung zuzuführen. — Strafverfolgung von Abtreibungs- und Sittlichkeitsdelikten in den eingegliederten Ostgebieten, 03.06.1942, цит. по Грау, 2004. |

В то же время распоряжение от 4 декабря 1941 года «Об уголовном судопроизводстве в отношении поляков и евреев в восточных областях» наделяло уголовную полицию и СС широкими полномочиями для осуществления порядка, вплоть до наложения смертной казни. Немецкий исследователь Гюнтер Грау пишет, что вероятность того, что польские гомосексуальные мужчины были депортированы в концлагеря по данному постановлению очень высока.

### Рейхскомиссариат Нидерланды
| Годы | Число процессов | Осуждено мужчин | Из них в тюрьму |
| ---- | --------------- | --------------- | --------------- |
| 1940 | 11              | 10              | 7               |
| 1941 | 36              | 26              | 16              |
| 1942 | 46              | 26              | 10              |
| 1943 | 45              | 28              | 21              |

| Годы | Число процессов | Осуждено мужчин | Из них в тюрьму |
| ---- | --------------- | --------------- | --------------- |
| 1940 | 47              | 28              | 26              |
| 1941 | 49              | 23              | 22              |
| 1942 | 36              | 21              | 15              |
| 1943 | 32              | 16              | 14              |

После того, как Нидерланды были аннексированы Францией и на их территории в 1811 году вступил в действие кодекс Наполеона, гомосексуальные контакты перестали уголовно преследоваться. Также голландское законодательство не содержало никаких специальных указаний относительно гомосексуальной проституции. В 1911 году в уголовный кодекс была введена статья 248-bis, предусматривающая тюремное заключение за однополые сексуальные контакты с несовершеннолетними (то есть с лицами моложе 21 года). Введение данной статьи было направлено на защиту молодёжи от «гомосексуального совращения», так как считалось, что гомосексуалы предпочитают удовлетворять свои сексуальные потребности с юными партнёрами. Вместе с введением статьи полиция начала вести картотеку всех гомосексуалов как потенциальных совратителей.
Германские войска вторглись в Нидерланды 10 мая 1940 года. Страна подлежала полной германизации с последующим включением в состав Рейха, однако Гитлер предпочёл действовать постепенно и создал на территории Нидерландов рейхскомиссариат, правительственный аппарат которого (за исключением министров и королевского двора, эмигрировавших в Лондон), оставался прежним. Обеспечением правопорядка также занималась голландская уголовная полиция.
31 июля 1940 года рейхскомиссар Артур Зейсс-Инкварт издал особый указ № 81, вводивший в силу на территории Рейхскомиссариата Нидерланды сходное с немецким антигомосексуальное законодательство. Так, согласно постановлению, гомосексуальные контакты наказывались тюрьмой до четырёх лет, а в случаях использования зависимого положения партнёра — до 6 лет. За гомосексуальную проституцию и совращение несовершеннолетних предусматривалась каторга сроком до 10 лет. В то же время в постановлении говорилось, что в отношении немецких граждан приоритет имеют законы Германии.
В то же время преследование гомосексуалов в Нидерландах не носило таких масштабов как в Рейхе. Это объясняется тем, что уголовное преследование в рейхскомиссариате возлагалось на голландскую полицию, которая была и так перегружена облавами на евреев и проведением надзорной деятельности. Пик антигомосексуального преследования в Нидерландах приходится на период с июля 1940 по февраль 1941 года, когда на территории рейхскомиссариата находился Гербет Клемм (нем. Herbert Klemm), занимающий в указанный период должность руководителя отдела юстиции рейхскомиссариата. В 1941 году в Нидерландах наблюдается стремительное падение числа заведённых уголовных дел не только дел по вопросам гомосексуальности, но и в целом. Основное внимание полиции было сосредоточено на евреях и борьбе с сопротивлением.
Руководство рейхскомиссариата было недовольно плохой работой голландской уголовной полиции. Согласно неполным статистикам, всего в оккупированных Нидерландах по указу 81/1940 было заведено лишь 138 уголовных дел, по которым за однополые контакты было осуждено 90 мужчин, из них 54 были направлены в тюрьмы и 10 — в психиатрические заведения. При этом около 60 % осуждённых были несовершеннолетними. Это объясняется, в частности, и тем, что в отношении лиц старше 21 года применялась, по-возможности, статья 248-bis.
Одним из наиболее известных участников Сопротивления в Нидерландах был гомосексуал Виллем Арондеус. Группа Арондеуса занималась изготовлением фальшивых документов для евреев. Кроме самого Арондеуса в группу входили ещё два гомосексуала: портной Шурд Баккер и писатель Йохан Брауер. 27 марта 1943 года группа Арондеуса взорвала амстердамский архив регистрации населения, тем самым уничтожив хранившиеся там списки амстердамских евреев. Через несколько дней Арондеус был арестован и казнён 1 июля. Арондеусу приписываются предсмертные слова: «Знайте, гомосексуалы — не трусы!». После освобождения правительство Нидерландов удостоило Арондеуса медали.

### Оккупированная Франция
В XX веке во французском законодательстве не было никаких ограничений на добровольные сексуальные контакты между совершеннолетними. Ещё в 1791 году во Франции был принят новый уголовный кодекс, основанный на правах человека и гражданина, отменяющий наказания за преступления против нравственности. Позднее это ещё раз было подтверждено и уголовным кодексом Наполеона 1810 года.

Территория Франции в 1940—1945 годы

После стремительного захвата Франции Рейхом в 1940 году территория страны была поделена на четыре зоны. Северные департаменты были включены в милитаризированную бельгийскую зону. Запад и север вместе с Парижем превращены в «оккупированную зону» и находились под управлением немецкой военной администрации. Территория южнее Луары представляла собой «свободную зону», находящуюся под управлением режима Виши. Восточные департаменты Мозель, Нижний Рейн и Верхний Рейн были переданы Рейху. В 1942 году территория «свободной зоны» также была занята немецкой армией и напрямую подчинена Рейху.
Аннексия департаментов Мозель, Нижний и Верхний Рейн хотя официально и не декларировалась, тем не менее эти территории были включены в состав Германской империи. Специальным указом Гитлера от 20 августа 1940 года на территории Эльзас и Лотарингия, предназначенных для скорейшей германизации, вводилось немецкое гражданское управление. По планам Гитлера эти области должны были в течение десяти лет полностью германизироваться, а всё не подлежащее германизации население летом 1940 года было выселено в южные регионы Франции.
После аннексии Эльзаса и Лотарингии в отношении к гомосексуальности ничего практически не изменилось. Однако вслед за высылкой французских евреев, цыган и другого не подлежащего германизации населения в южные регионы Франции депортации подверглись и другие «расово неполноценные» категории лиц, в том числе и гомосексуальные мужчины. Например, с июня по 1940 года по апрель 1942 года из Верхнего Эльзаса было выдворено 95 гомосексуальных мужчин (а также 19 членов их семей). Несколько гомосексуальных мужчин, среди них и Пьер Зеель, были отправлены в исправительно-трудовой лагерь Ширмек-Форбрук.
С 30 июня 1942 года на территории Эльзаса и Лотарингии вступило в силу уголовное законодательство Рейха, а вместе с ним и § 175 и 175a.
На остальной оккупированной территории Франции гомосексуальные контакты между французами оккупационные власти не интересовали, однако встречи с немецкими солдатами могли преследоваться: согласно анонимному свидетельству, французский гомосексуал был отправлен в Бухенвальд, а его немецкий любовник — на восточный фронт. Относительно количества преследуемых нацистским режимом гомосексуальных мужчин на оккупированных территориях Франции данных нет.
На территории Южной Франции, формально остававшейся независимой, но фактически управляемой коллаборационистским режимом Виши под управлением Анри Петена, 6 августа 1940 года указом Петена № 744 были внесены изменения в абзац 1 статьи 334 Уголовного кодекса Франции, поднимающие возраст согласия для гомосексуальных контактов до 21 года. Закон предусматривал наказание в виде тюремного заключения на сроки от шести месяцев до трёх лет за гомосексуальные контакты с лицами младше 21 года.
После 1945 года эта правовая норма была сохранена президентом Шарлем де Голлем, перейдя в абзац 3 статьи 331, и отменена лишь 4 августа 1982 года во время президентства Франсуа Миттерана.

### Другие страны
Правительство Муссолини в Италии снова ввело уголовную ответственность за гомосексуальные контакты. Преследования гомосексуалов также проводили правительства Словакии, Хорватии, коллаборационистские правительства Дании и Норвегии.

## Лесбиянки в нацистской Германии и на оккупированных территориях
Гомосексуальные женщины жили в иной ситуации, чем мужчины. Национал-социалистическая идеология не видела в них особой государственной опасности. Лесбиянство представлялось менее социально опасным и угрожающим демографической политике, чем мужская гомосексуальность. По этой причине лесбиянки не подвергались массовому и систематическому контролю и преследованию, которое можно было бы сравнить с преследованием гомосексуальных мужчин. Даже после начала массовых закрытий заведений, в которых встречались гомосексуальные мужчины, в 1933—1934 годах, лесбийские встречи могли, хотя и под надзором гестапо, проводиться дальше. Однако контроль и облавы на лесбийские мероприятия проводились с целью выявления гомосексуальных мужчин.
В то же время давление общества заставляло многих лесбиянок подстраиваться под эталон «идеальной арийской женщины», что означало не только соответствующий внешний вид. Многие лесбиянки вступали в брак, в том числе и с гомосексуальными мужчинами, и вели двойную жизнь. Женщины, не попадавшие под рамки «пуританской морали», могли быть причислены к проституткам и арестованы как «асоциальные». Согласно § 361 Уголовного кодекса Германии, для обвинения в проституции не требовалось занятия проституцией профессионально, для этого было достаточно «подозрительного поведения», способного «обременять» окружающих, или предложения себя в качестве сексуального партнёра. В качестве «асоциальных» в концентрационные лагеря под «защитный арест» нередко также помещались и женщины, задержанные во время рейдов по лесбийским барам и ночным клубам.
Кроме того, могли быть использованы и другие предлоги для ареста лесбиянок. Штюмке приводит историю жизни одной женщины, служившей в люфтваффе, которая была осуждена за лесбийские отношения по закону «О подрыве военной силы» и депортирована в концлагерь Бютцов в Мекленбурге, где подверглась изоляции в отдельном блоке с шестью другими лесбиянками.
Лесбиянок не относили к особой категории узников в лагерях. В том числе в Австрии, где уголовно преследовалась и женская гомосексуальность, они часто причислялись к категории «асоциальных» и помечались «чёрным треугольником». Несмотря на это, существуют данные о том, что в некоторых случаях в личных делах депортированных в лагеря женщин ставилась пометка «лесбиянка», в том числе и в качестве официальной причины задержания, однако в этих случаях заключённые получали чёрные или красные треугольники — как «асоциальные» или политические заключённые. Существуют некоторые данные и об использовании «розового треугольника» с пометкой LL (нем. Lesbische Liebe — лесбийская любовь) в женском концентрационном лагере Равенсбрюк. Число таких заключённых в этом лагере, однако, неизвестно.

## Наследие

### Реабилитация осуждённых по параграфу 175 в послевоенное время

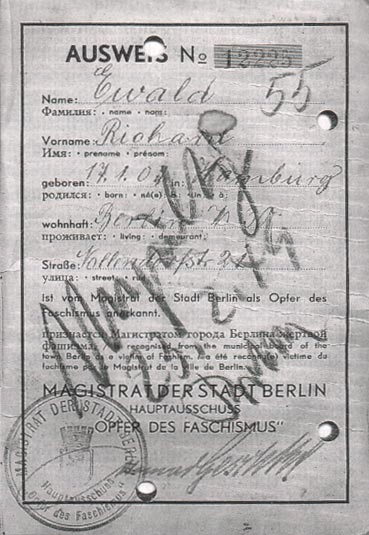
Свидетельство жертвы фашизма, признанное магистратом Восточного Берлина в 1949 году недействительным по причине осуждения по § 175

Последствия национал-социалистической идеологии давали о себе знать на протяжении ещё длительного времени после окончания войны. Унаследованный от нацистской Германии параграф 175 продолжал действовать в ФРГ в его нацистской редакции до 1969 года без изменений. Все попытки обжалования закона в судебном порядке во всевозможных инстанциях отклонялись, и суды не находили признаков национал-социалистической идеологии и идеологии «расовой гигиены» в нацистской редакции параграфа 175. Конституционный суд ФРГ в своём решении от 10 мая 1957 года также не нашёл признаков национал-социалистической идеологии в нацистской версии параграфа 175 и подтвердил, что этот параграф «не противоречит идеям свободного демократического государства».
Правительство ФРГ долгое время не признавало гомосексуальных мужчин жертвами репрессий нацистской Германии. Это связано, прежде всего с тем, что законы, на основании которых гомосексуальные мужчины преследовались нацистами, продолжали действовать без изменения и в демократическом государстве. Изданный в июне 1956 года и вступивший в силу задним числом 1 октября 1953 года федеральный закон о возмещении ущерба лицам, преследуемым во времена национал-социализма (нем. Bundesentschädigungsgesetz) не распространялся на гомосексуальных мужчин, даже если они были депортированы в концентрационные лагеря. Заявления о возмещении ущерба и вовсе перестали приниматься после 31 декабря 1969 года.
В 1958 году вышел «Закон о преодолении последствий войны» (нем. Allgemeine Kriegsfolgengesetz), который давал бывшим гомосексуальным узникам концлагерей возможность по заявлению получить возмещение. Заявления принимались лишь до 31 декабря 1959 года. В общей сложности было подано всего 14 заявлений.
В Восточной Германии также не было никаких реабилитаций для преследуемых гомосексуалов. Ещё в 1948 году в советской зоне оккупации бывшие гомосексуальные узники безуспешно пытались добиться официального признания в качестве жертв нацизма. Однако бывшим заключённым с «розовым треугольником» было отказано в членстве в «Союзе преследуемых жертв нацизма» (нем. Vereinigung der Verfolgten des Naziregimes). В ГДР с 1950 года репрессированные в нацистской Германии группы были реабилитированы и получили компенсации. Гомосексуальные узники в их число не входили.
С 25 августа 1998 года был принят закон «Об отмене национал-социалистических неправовых приговоров», отменяющий ряд приговоров, вынесенных нацистским режимом и реабилитирующий осуждённых, однако и он не затронул приговоры, вынесенные по параграфам 175 и 175а. Это было исправлено лишь 23 июля 2002 года, когда Бундестаг внёс изменения в этот закон, дополнив список реабилитируемых осуждёнными по § 175 и 175a п. 4 в нацистской редакции от 1935 года. Изменения вступили в силу 27 июля 2002 года. В то же время приговоры по § 175a п. 3 (гомосексуальное «совращение» лица младше 21 года) отменены не были. Кроме того, приговоры по тем же самым § 175 и 175a п. 4, вынесенные уже в ФРГ после 1945 года до сих пор остаются легитимными.
Большинство архивных материалов, касающихся преследования гомосексуальных мужчин в нацистской Германии и хранившихся после войны в Гамбургском государственном архиве, в связи с «сокращением материалов, не представляющих ценности», были уничтожены работниками архива в 1986—1996 годы. Более 50 учёных со всего мира выразили протест подобным действиям, однако ни руководства архива, ни гамбургский сенат не признали совершения грубой ошибки в уничтожении материалов. Вопрос о причинах уничтожения материалов остаётся до сих пор спекуляционным, ведь, уничтожив эти материалы, архив нарушил указание сохранять все материалы, касающихся жертв нацизма.

### Открытие мемориалов гомосексуальным жертвам нацизма

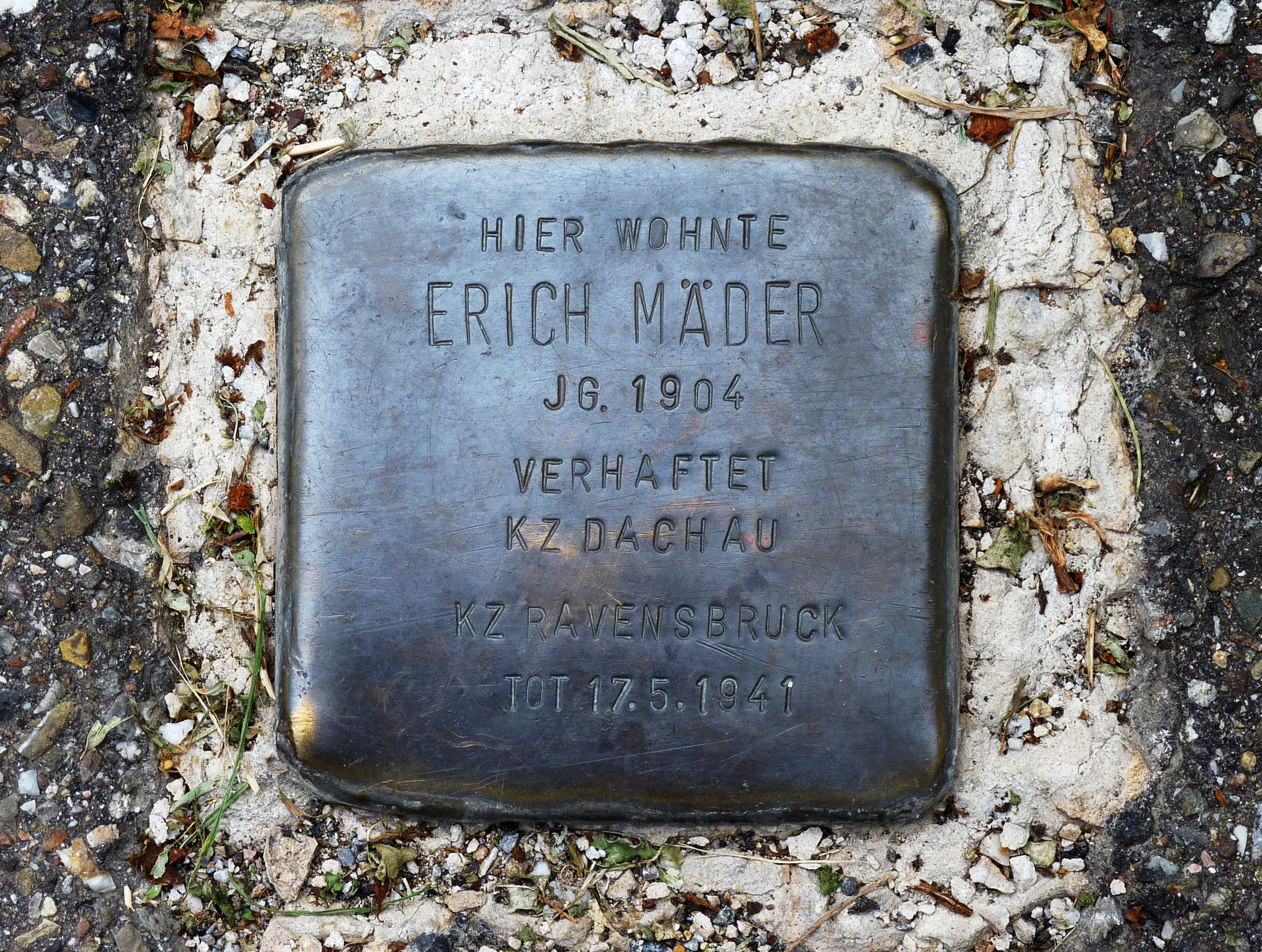
«Камень преткновения» одной из гомосексуальных жертв нацизма

С 1970-х годов немецкие ЛГБТ-организации начинают возносить поминальные венки к концентрационным лагерям, в которых содержались гомосексуальные заключённые. Часто подобные возложения венков производились в конце июня и были приурочены к празднованию годовщины Стоунволлских бунтов, а не к датам освобождения лагерей. Аналогичные попытки происходят и в других странах, например в Нидерландах.

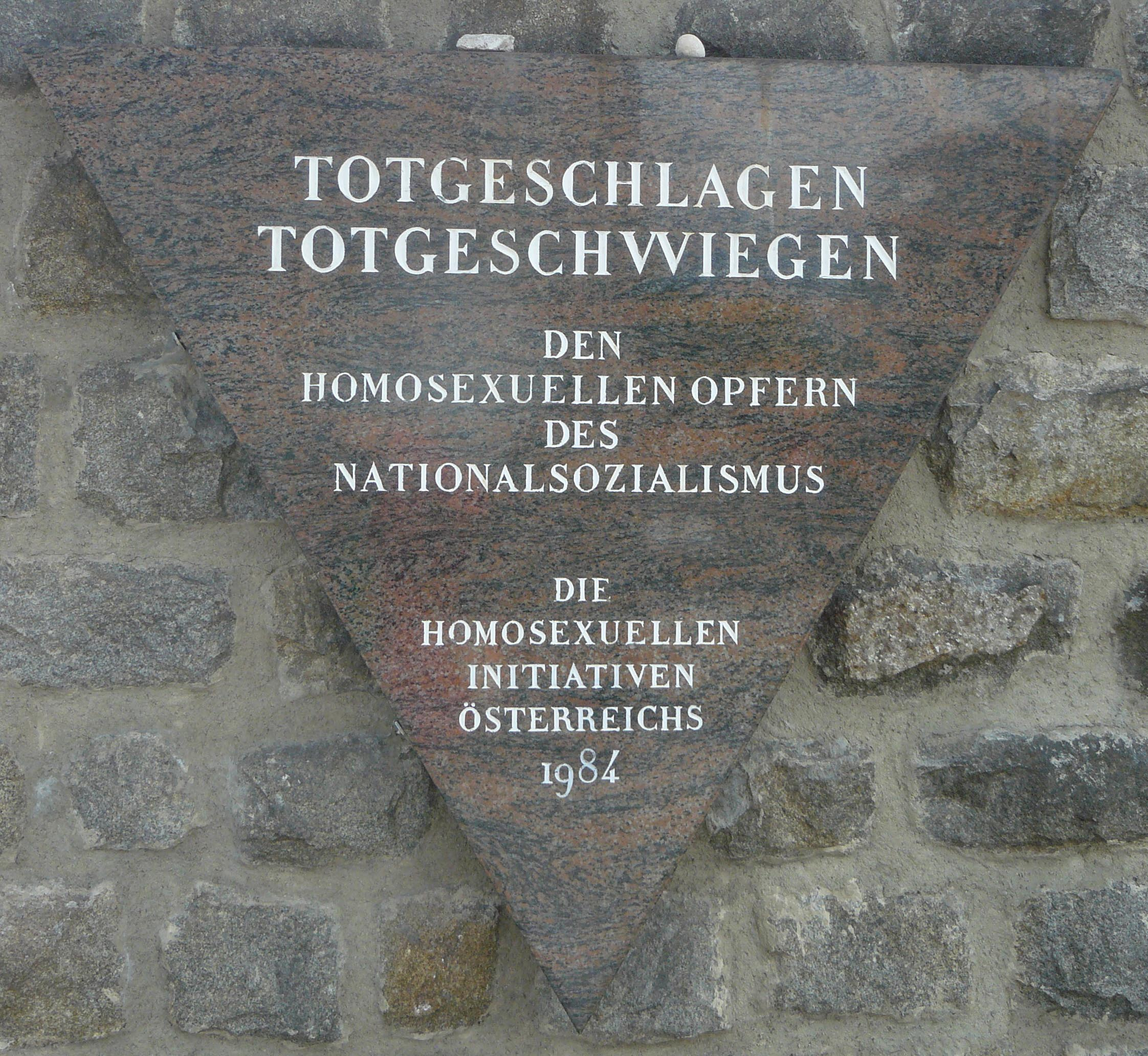
Мемориальная доска гомосексуальным жертвам нацизма в Маутхаузене

9 декабря 1984 года на территории бывшего концентрационного лагеря Маутхаузен в Австрии по инициативе ЛГБТ-активистов была установлена мемориальная доска в виде розового треугольника, посвящённая гомосексуальным жертвам. В феврале 1985 года группа активистов из Мюнхена по примеру австрийцев направила просьбу в Международный комитет Дахау, состоящий из бывших его узников, в которой просила о разрешении установить аналогичную памятную доску на территории бывшего концентрационного лагеря Дахау. Торжественное открытие мемориала планировалось произвести 29 апреля 1985 года в день 40-летия освобождения Дахау, однако общее собрание комитета оттягивало рассмотрение заявки. В мае 1987 года, так и не дождавшись решения по своему заявлению, активисты устроили демонстрацию во время празднования очередной годовщины освобождения лагеря. В феврале 1988 года памятная доска была установлена активистами самовольно в евангелической церкви, расположенной на территории бывшего лагеря. Лишь через десять лет после первой попытки установления мемориала, он был, наконец, официально признан и перемещён в центральную экспозицию музея.
Первое официальное признание гомосексуалов жертвами репрессий правительством ФРГ произошло в мае 1985 года, когда на территории бывшего концентрационного лагеря Нойенгамме был открыт мемориал гомосексуальным заключённым. Тогда президент ФРГ Рихард фон Вайцзеккер стал первым в истории страны официальным правительственным лицом, признавшим гомосексуалов жертвами нацизма в своём открытом обращении к народу.
В 1989 году в Берлине у входа в метро Ноллендорфплац была также установленная памятная доска в виде розового треугольника. В 1994 году во Франкфурте-на-Майне был открыт мемориал Франкфуртский ангел. В 1995 году впервые на территории мемориального комплекса, расположенного в бывшем конценрационном лагере Заксенхаузен, в праздничной церемонии очередной годовщины освобождения принял участие гомосексуальный заключённый. В январе 1999 года на территории Заксенхаузена прошла первая памятная церемония в честь гомосексуальных узников лагерей. В результате инициативы Союза геев и лесбиянок Германии 27 мая 2008 года в Берлине был открыт мемориал гомосексуалам — жертвам нацизма. В апреле 2015 года на месте лагеря для заключённых гомосексуалов Клинкерверк (подразделение Заксенхаузена) был открыт мемориальный парк.

### Преследование гомосексуалов и Холокост
С каждым годом растёт число исследований истории преследования гомосексуалов во времена нацистской Германии. Наряду с обобщением фактов одним из главных спорных вопросов, которым задаются исследователи, остаётся вопрос о причислении преследования гомосексуалов к Холокосту и допустимости его сравнения с «еврейским вопросом». Это обсуждение проходит в рамках существующей дискуссии о признании так называемых нееврейских жертв Холокоста, таких как цыгане, безнадёжно больные и инвалиды, свидетели Иеговы и других. В частности, гомосексуалы среди прочих нееврейских жертв рассматриваются в американском Мемориальном музее Холокоста и израильском музее Яд ва-Шем. Отождествление преследования гомосексуальных мужчин с Холокостом характерно и для французских исследователей.
Сравнение преследования гомосексуалов с преследованием евреев играло большую роль в американском освободительном движении геев и лесбиянок 1960—1970-х годов. В 1974—1975 годах в ходе громкой общественной дискуссии вокруг принятия законопроекта о запрете дискриминации геев и лесбиянок еврейская ортодоксальная община выступала против этого законопроекта. В ответ на это правозащитники заявили об аналогичности гомофобных и антисемитских мотивов преступлений, указав на печальный опыт нацистской Германии и проведя параллель между розовым треугольником и жёлтой звездой, после чего тот быстро стал символом гей-движения в США.
Вплоть до выхода в 1985 году в США книги Ричарда Планта «Розовый треугольник» для широкой американской публики оставались неизвестными исследования немецких авторов, прежде всего данные Лаутманна о количестве гомосексуальных жертв нацизма, в связи с чем это число значительно завышалось. Так, например, в 1978 году активист Харви Милк, бывший одновременно и евреем и гомосексуалом, в своей знаменитой «Речи Надежды», ошибочно упоминал о 300 тысячах гомосексуальных жертв нацистской Германии. В эти годы вообще наблюдалась тенденция к преувеличению количества жертв, и некоторые американские источники того времени приводили цифры, доходящие до одного миллиона.
Ряд немецких исследователей проводят чёткое различие между преследованием гомосексуалов и преследованием евреев, ссылаясь на идеологически различные мотивы и цели этих преследований и, в связи с этим, разное отношение к обеим преследуемым группам на территории Рейха и вне его. В то время как гомосексуальность преследовалась, в основном, лишь в пределах Рейха, евреи истреблялись повсеместно.

## Отражение темы в культуре
В отличие от огромного числа существующих интервью, посвящённых еврейским жертвам Холокоста, гомосексуальные жертвы нацистской Германии практически не охвачены в работе по интервьюированию, проводимой музеями и другими институтами, изучающими историю. Некоторые пробелы в этой работе в последнее время компенсируются независимыми документальными фильмами, посвящёнными судьбе переживших нацистский террор гомосексуалов. Особенное значение имеют следующие фильмы-интервью (по состоянию на 2002 год): «Мы носили большую „А“ на ноге» (нем. Wir hatten ein großes „A“ am Bein, Германия, 1991), «Но я была девочкой» (англ. ...but I was a girl, Нидерланды, 1999; фильм рассказывает историю Фриды Белинфанте), «Счастлив быть тем, кто я есть» (англ. Just happy the way I am, Словения-Нидерланды, 1999) и «Параграф 175» (Paragraf 175, США, 2000).
Среди наиболее значимых литературных произведений-мемуаров, вышедших до 2000 года, можно выделить лишь два: книга Хайнца Хегера «Мужчины с розовым треугольником» (нем. Die Männer mit dem rosa Winkel, 1972) и биография Пьера Зееля «Я, Пьер Зеель, депортированный гомосексуал» (фр. Moi, Pierre Seel, deporte homosexuel, 1994). Автобиография Пьера Зееля послужила основой к фильму Кристиана Фора «Любовь, о которой молчат» (фр. Un amour à taire, Франция, 2005). В 2010 году вышла автобиографическая книга Рудольфа Бразды «Путь розового треугольника» (фр. Itinéraire d’un Triangle rose, совместно с Жаном-Люком Швабом).
Среди других материалов, описывающих жизнь гомосексуалов в нацистской Германии, можно указать автобиографический роман Кристофера Ишервуда «Кристофер и ему подобные» (англ. Christopher and His Kind, 1976), а также его экранизацию (Великобритания, 2011) и драму Шона Матиаса «Склонность» (англ. Bent, Великобритания, 1997). В 2013 году в Германии вышел документальный фильм «Звуки тишины» (нем. Klänge des Verschweigens), посвящённого судьбе композитора Вильгельма Хеккмана.
В 1995 году американским проповедником, юристом и антигей-активистом Скоттом Лайвли в соавторстве с Кевином Абрамсом была опубликована книга «Розовая свастика», в которой он утверждал о гомосексуальности многих высокопоставленных лиц в нацистской партии, в том числе и самого Адольфа Гитлера, и увязывал гомосексуальность нацистов с их жестокостью, проявленной во время Холокоста.

## Комментарии
1. ↑  § 182. lexetius.com. Дата обращения: 13 января 2019. Архивировано 7 февраля 2015 года. УК Германии (в редакции 01.01.1872): Склонение не достигшей 16 лет непорочной девочки к половому акту — до одного года лишения свободы.
2. 1 2 3 4 5  § 176. lexetius.com. Дата обращения: 13 января 2019. Архивировано 14 марта 2016 года. УК Германии (в редакции 20.03.1876): До 10 лет лишения свободы за: 1) изнасилование женщины; 2) склонение женщины, находящейся в невменяемом состоянии к супружеской измене; 3) сексуальные контакты с детьми до 14 лет или склонение детей до 14 лет к сексуальным контактам с другими лицами.
3. ↑  § 174. lexetius.com. Дата обращения: 13 января 2019. Архивировано 14 января 2019 года. УК Германии (01.01.1872, усилен 15.06.1943): Сексуальные контакты с вверёнными подопечными (учениками, воспитанниками, пациентами и т. д.), не достигшими 21 года.
4. 1 2  § 183. lexetius.com. Дата обращения: 13 января 2019. Архивировано 14 января 2019 года. УК Германии (в редакции 20.03.1876): Развратные действия в общественных местах — до двух лет лишения свободы.
5. ↑  § 177. lexetius.com. Дата обращения: 13 января 2019. Архивировано 17 мая 2020 года. УК Германии (в редакции 20.03.1876): Склонение замужней женщины к измене или сексуальное насилие над замужней женщиной.
6. ↑  § 178. lexetius.com. Дата обращения: 13 января 2019. Архивировано 14 января 2019 года. УК Германии (в редакции 20.03.1876): Изнасилование женщины или ребёнка до 14 лет, приведшее к смерти жертвы — от 10 лет лишения свободы.

### Монографии и сборники
- Till Bastian. Homosexuelle im Dritten Reich: Geschichte einer Verfolgung (нем.). — Orig.-Ausg. — München: Beck, 2000. — 101 S. — (Beck'sche Reihe). — ISBN 3-406-45917-X.
- Die Geschichte des § 175: Strafrecht gegen Homosexuelle (нем.). — Berlin: Rosa Winkel, 1990. — 175 S. — ISBN 3-921495-46-6.
- Günter Grau. Homosexualität in der NS-Zeit: Dokumente einer Diskriminierung und Verfolgung (нем.). — Überarb. Neuausg. — Frankfurt am Mein: Fischer Verlag, 2004. — 367 S. — (Die Zeit des Nationalsozialismus). — ISBN 3-596-15973-3.
- Günter Grau. Lexikon zur Homosexuellenverfolgung 1933-1945 (нем.). — Münster: LIT, 2011. — 391 S. — (Geschichte: Forschung und Wissenschaft). — ISBN 978-3-8258-9785-7.
- Rainer Herrn. Anders bewegt: 100 Jahre Schwulenbewegung in Deutschland (нем.). — 1. Aufl. — Hamburg: MännerschwarmSkript-Verlag, 1999. — 80 S. — ISBN 3-928983-78-4.
- Rainer Hoffschildt. Die Verfolgung der Homosexuellen in der NS-Zeit: Zahlen und Schicksale aus Norddeutschland (нем.). — Berlin: Rosa Winkel, 2009. — 194 S. — (Geschichte: Forschung und Wissenschaft). — ISBN 3-86149-096-X.
- Burkhard Jellonnek (нем.). www.spd-saar.de. Дата обращения: 13 января 2019.. Homosexuelle unter dem Hakenkreuz: Die Verfolgung von Homosexuellen im Dritten Reich (нем.). — Paderborn: Ferdinand Schöningh Verlag, 1990. — 355 S. — ISBN 3-506-77482-4.
- Scott Lively & Kevin Abrams. The Pink Swastika: Homosexuality in the Nazi Party. — Founders Publishing Corporation, 1995. — 205 с. — ISBN 978-0-9647609-0-5. Архивировано 1 июня 2014 года.
- Nationalsozialistischer Terror gegen Homosexuelle: verdrängt und ungesühnt (нем.) / Burkhard Jellonnek, Rüdiger Lautmann. — Paderborn: Ferdinand Schöningh Verlag, 2002. — 428 S. — ISBN 3-506-74204-3.
- Richard Plant. Rosa Winkel: Der Krieg der Nazis gegen die Homosexuellen (нем.). — Frankfurt/Main: Campus-Verlag, 1991. — 212 S. — ISBN 3-593-34420-3.
- Andreas Pretzel. NS-Opfer unter Vorbehalt: homosexuelle Männer in Berlin nach 1945 (нем.). — Münster: LIT, 2002. — 353 S. — (Geschlecht, Sexualität, Gesellschaft). — ISBN 3-8258-6390-5.
- Hans-Georg Stümke. Homosexuelle in Deutschland: Eine politische Geschichte (нем.). — Orig.-Ausg. — München: Beck, 1989. — 183 S. — (Beck'sche Reihe). — ISBN 3-406-33130-0.
- Michael Sibalis. Homophobia, Vichy France, and the «Crime of Homosexuality»: The Origins of the Ordinance of 6 August 1942 (англ.) // GLQ: A Journal of Lesbian and Gay Studies : журнал. — 2002. — Vol. 8, no. 3. — P. 301—318. — ISSN 1064-2684. Архивировано из оригинала 5 марта 2016 года.
- Niko Wahl. Verfolgung und Vermögensentzug Homosexueller auf dem Gebiet der Republik Österreich während der NS-Zeit (нем.). — Wien: Oldenbourg Verlag, 2004. — 94 S. — ISBN 3-7029-0506-5.
- Alexander Zinn. Das Glück kam immer zu mir: Rudolf Brazda – Das Überleben eines Homosexuellen im Dritten Reich (нем.). — Frankfurt/Main: Campus Verlag GmbH, 2011. — 356 S. — ISBN 978-3-593-39435-0.
- Кон И. С. Фашистский геноцид // Лики и маски однополой любви: Лунный свет на заре. — 2-е изд., перераб. и доп. — М. : ACT, 2003. — С. 253—258. — 576 с. — ISBN 5-17-015194-2.

### Другие источники
- Manfred Bruns. Die strafrechtliche Verfolgung homosexueller Männer in der BRD nach 1945 (нем.) // § 175 StGB: Rehabilitierung der nach 1945 verurteilten homosexuellen Männer. — Berlin: Senatsverwaltung für Arbeit, Integration und Frauen, 2012. — S. 26—43. Архивировано из оригинала 7 июля 2012 года.
- Manfred Bruns. Rehabilitierung der nach 1945 wegen homosexueller Handlungen verurteilten Männer (нем.). Deutscher Bundestag (15 мая 2013).
- Hans-Joachim Mengel. Strafrechtliche Verfolgung homosexueller Handlungen in Deutschland nach 1945: Zur Rehabilitierung und Entschädigung der nach § 175 und 175a StGB wegen homosexueller Handlungen in der BRD und der DDR Verurteilten (нем.). — Berlin: Senatsverwaltung für Arbeit, Integration und Frauen, 2012. — 50 S. Архивировано 7 июля 2012 года.
- William A. Percy[англ.]. Homosexuality and the Holocaust (англ.). Archive for Sexology. Дата обращения: 7 сентября 2013.

### Правовые документы
- Bundesverfassungsgericht, Urteil vom 10. Mai 1957 (нем.) // Entscheidungen des Bundesverfassungsgerichts. — Nr. 6. — S. 389—443. Архивировано 18 июля 2025 года.
- Gesetz zur Änderung des Gesetzes zur Aufhebung nationalsozialistischer Unrechtsurteile in der Strafrechtspflege (нем.) // Bundesgesetzblatt. — 2002. — Nr. 51. — S. 2714.